# Stavanger
Stavanger är en stad i sydvästra Norge. Den utgör den del av tätorten Stavanger/Sandnes som tillhör Stavangers kommun i Rogaland fylke.
Stavanger (tillsammans med Sandnes) är Norges tredje mest befolkade tätort med sina 231693 invånare (1 januari 2022) efter Oslo och Bergen, men före Trondheim. Den del av tätorten som ligger i Stavangers kommun har 134 298 invånare (2022). Resten av tätorten består av delar av grannkommunerna Sandnes, Randaberg och Sola. Staden har sedan tidigt 1970-tal varit både Norges och hela Nordens procentuellt snabbast växande stad. Orsaken är att den blivit bas för Norges oljeproduktion i Nordsjön.
Stavanger är således den norska oljehuvudstaden, något som har resulterat i att staden nu är mycket internationell, samt att man har etablerat Norsk oljemuseum i hamnen. Nordens största företag, Statoil, har sitt huvudkontor i Stavanger. Staden har även norra Europas största trähusstadsdel. Den gamla stadsdelen är mycket väl bevarad och används idag mest av butiker och ett stort antal pubar. Många av husen i gamla Stavanger uppges vara från 1860. Det beror på att stadsarkivet brann ner det året. Man antog då att alla hus som fanns 1860 var byggda det året. Stavanger var tillsammans med Liverpool Europas kulturhuvudstad 2008.
I Stavanger ligger Stavangers domkyrka.
I Stavanger bildades på 1990-talet många av Norges mest kända och inflytelserika gothic metal-band, bland annat Tristania, Theatre of Tragedy, The Sins of Thy Beloved och Sirenia bas.

## Historia

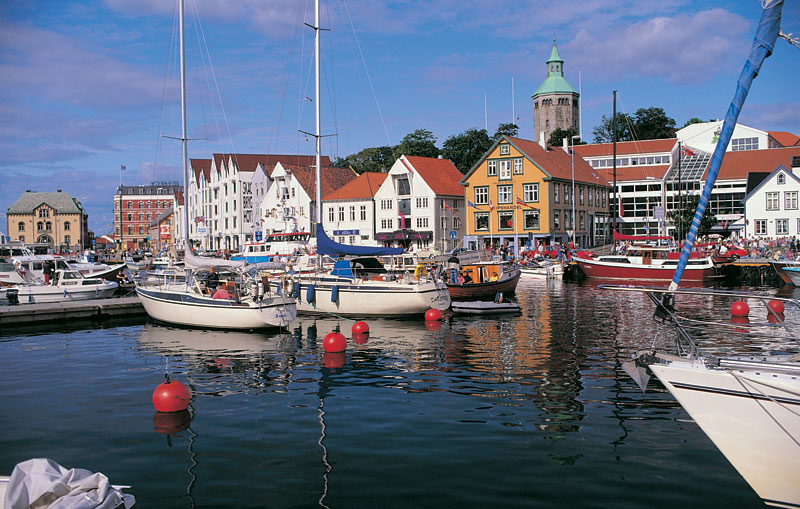
Viken Vågen med Valbergtårnet i dag.

Namnet Stavanger kommer från det fornnordiska stafangr. Namnet Stavanger kommer av ”stafr” som betyder brant klippa och ”angr” som betyder fjord/vik. Namnet betyder alltså fjorden vid den branta klippan (Valberget). I nutida språk har Stafrangr blivit Stavanger. Med dess läge vänt mot Nordsjön har Stavanger alltid varit beroende av havet, och är då starkt präglat av impulser utifrån. Stavangers historia är i högsta grad internationell. De första spåren efter bosättning i Stavangerregionen kommer från tiden då isen drog sig tillbaka under den senaste istiden för cirka 10 000 år sedan. De tidigaste lämningarna har funnits på en boplats vid Galta på Rennesøy, precis intill färjeterminalen Mortavika.
Under bronsåldern (1800–500 f.Kr.) växte det fram en rik hövdingeklass som hade nära förbindelser med Europa. Denna överklass började använda sig av häst och årder för bruk av jorden, statussymboler av brons, bodde i långhus och begravdes i stora gravhögar. Det finns många välbevarade fynd ifrån denna period, bland annat bronsluren ifrån Revheim och Norges rikaste gravfynd från denna tid, Rægehögarna. Där finns också hällristningar på Vardeneset, Buøy, Aubeberget, Sunde, Hafrsfjord, Revheim och Rudlå.

### Vikingatid och maktcentrum
På Nordjæren tyder ett rikt arkeologiskt fyndmaterial på att det under äldre järnålder har funnits en stark hövdingamakt. Stavanger hade en naturlig hamn och låg strategiskt till med Jæren i söder, Ryfylke i öst och med skeppsläget längs kusten i väst samt de bördiga Ryfylkeöarna i nord. Något bestämt hövdingasäte tycks ej vara av avgörande betydelse för Stavangers framväxt. Men här låg det gamla storgårdar i en ring omkring det som idag är Stavangers centrum, såväl på land som på de öar i närheten.
Nordjæren har antagligen varit en av de viktigaste utgångspunkterna för vikingafärder västerut till de brittiska öarna. På Jæren har det påträffats flera och mer varierade iriska metallarbeten än någon annan plats i Europa. Fynden i Gauseldronningens grav vid Gausel visar vilken rikedom från vikingatiden som här hittats. Graven är en av Norges rikaste kvinnogravar från vikingatid.

### Domkyrkan och staden under medeltiden
Stavanger är en av Norges äldsta städer. De arkeologiska och historiska källorna om den tidigare stadsutvecklingen är knapphändiga, men i mitten av 900-talet, under Håkon den gode, upphörde folket här att begrava sina nära och kära enligt fornnordisk tradition. De äldsta kristna gravarna under domkyrkan är troligen från 900-talet, och en träkyrka kan ha uppförts på samma plats där domkyrkan står idag.
Hersen och lendmannen Erling Skjalgsson regerade över hela Vestlandet från Lista till Møre. Det råder oenighet om han bodde i Stavanger eller Sola. Efter hans död år 1028 restes det ett minneskors vid Kungsgatan i Stavanger, den väg som då var huvudleden till Stavanger.
Påbörjandet av byggandet av Stavangers domkyrka startade år 1100, och kyrkan stod färdig omkring år 1150. Stavangers stift upprättades någon gång på 1120-talet. Det har antagits att bebyggelsen vid denna tid varit koncentrerad mellan de två parallella gatorna Kirkegata och Skagen, men på grund av få arkeologiska utgrävningar vet man tämligen lite om hur bebyggelsen var under denna tid. Stavangers kungsgård, som under 1200-talet var bostad för stadens biskop, Olavsklostret med Olavskyrkan, flera andra kyrkor, däribland Martinskyrkan och Kaniksgården, var förutom domkyrkan de viktigaste byggnaderna i staden. En kungsgård nämns i källor ifrån 1200-talet, men råder olika uppfattningar huruvida det var en kungsgård eller en annan byggnad.
En av de viktigaste händelserna i Stavangers äldre stadshistoria är gåvobrevet som konung Magnus Erlingsson gav till Stavangers biskop Eirik Ivarsson under andra hälften av 1100-talet. Konungen gav bæen (det råder oeniga uppfattningar ifall ordet skall tolkas som staden eller gården Stavanger) till Sankt Svithun. Biskopen i Stavanger var helgonens representant på jorden. Då brevskrivaren hade menat staden Stavanger, uppfattade kungen redan på mitten av 1100-talet bebyggelsen runt domkyrkan som en stad.
Stadsbranden år 1271 eller 1272 lade stora delar av staden, och därmed flera kyrkor, i ruiner. Det romanska skeppet på domkyrkan bevarades, med taken som brann upp som undantag. Västtornet och koret revs, och ett nytt gotiskt kor restes. 
Staden fick sitt stadsprivilegium år 1425, och fick då fulla handelsmöjligheter, men stadens invånartal var fortsatt lågt. Det kan med rättighet uttryckas så att Stavanger var en kyrkostad genom hela medeltiden till och med reformationen. Därför blev reformationen ett hårt slag mot Stavanger. År 1537 beslagtogs domkyrkans gods och egendomar. Domkyrkan plundrades och Sankt Svithuns skrin försvann. Vissa källor nämner att biskop Hoskuld Hoskuldsson avrättades. Stavanger blev från och med nu och ett par år framöver en del av superintendentet i Bergen.

### Efter reformationen
Först på 1600-talet började staden att växa igen. Man har i efterhand beräknat att staden hade en folkmängd på 800 invånare år 1600, och knappt 90 år senare, år 1684, 1 460 invånare. Med start i början av 1600-talet varade den så kallade stavangerrenässansen till mitten av det århundradet. Utländska konstnärer flyttade in till staden för att putsa upp de lokala, katolskt utsmyckade kyrkorna och gjorde Stavanger till ett centrum för konstnärer under 1600-talet. Den första representanten för stavangerrenässansen var den nordtyske målaren Peter Reimers. Andra var Gottfried Hendtzschel, Thomas Snekker och Andrew Smith.
Pest utbröt år 1618 och 1629, och år 1633 brann två tredjedelar av staden ned till grunden; detta innefattade även den gamla medeltida staden. Även år 1684 bröt en brand ut, och ödelade 150 av stadens 350 hus, och endast två år senare, år 1686, förlorade staden sina stadsrättigheter. Dessa gavs dock tillbaka redan år 1690 då folket byggt upp stora delar av staden igen. Från år 1700 till 1701 genomfördes en fullständig folkräkning, som visade att staden hade 1 385 invånare.

### Industristad

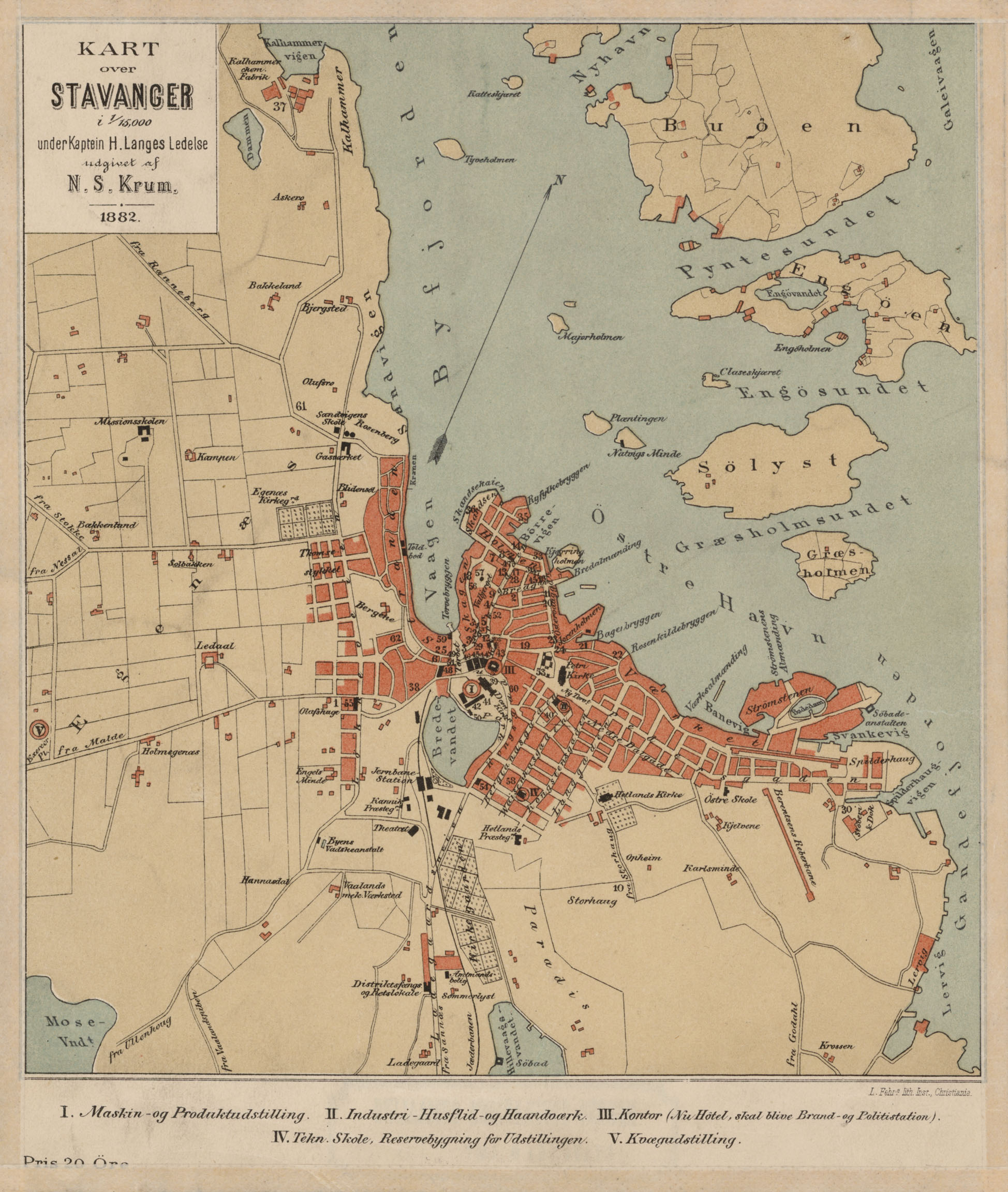
Kapten H. Langes karta över Stavanger från 1882.

Inte förrän under 1800-talet fick staden åter ett ekonomiskt uppsving som gav tillväxt. Tillväxten har sin grund i den blomstring av sillfiske, skeppsbyggeri och konservburksindustri som växte fram under 1800-talet, och senare också sjöfarten. Stavanger fortsatte att vara en typisk industristad fram till början av 1950-talet, i motsats till dagens situation då staden fungerar först och främst som ett administrativt centrum för näringslivsverksamhet för in- och utlandet. 5 juli 1825 avgick slupen Restauration från Stavanger med immigranter till Amerika; detta var upptakten till den stora utvandringen till USA.
Jæderbanen till Egersund öppnades 1878, och stationsbyggnaden byggdes på Kannikåkeren vid Breiavatnet. 15 april 1883 visades den första föreställningen på Stavangers nybyggda teater, som senare skulle bli mer känd som Stavangers Akropolis. Här byggdes det under åren 1888 till 1897 flera stora institutionsbyggnader såsom Rogaland Teater, Stavanger Sportshall, Stavanger museum och de äldre delarna av Stavangers sjukhus. 1885 öppnades stadens stadsbibliotek, och år 1887 Stavangers egen turistförening. Fotbollslaget Viking FK grundades 1899. År 1921 var Rosenbergs mekaniska verkstad bland Skandinaviens största skeppsvarv, och år 1925 blev staden åter en biskopsstad, 800 år efter upprättandet av biskopsstiftet och byggandet av domkyrkan.

### Andra världskriget

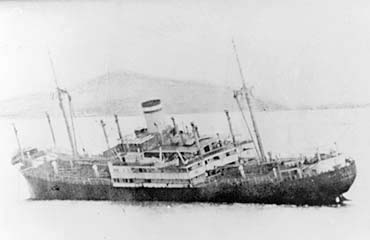
Roda sjunker

Den 9 april 1940 angreps Sola flygplats av sex stycken Messerschmitt Bf 110 precis innan kl 8. Inte långt efter ankom fientliga bombflygplan och bombardemanget varade i en timme, tills tio långsamtflygande Junkers Ju 52 kom in över flygplatsen med fallskärmssoldater, mellan tio och tolv till antalet i varje flygplan. Löjtnant Thor Tangvold ledde det norska försvaret av flygplatsen och kapitulerade klockan 10. Omedelbart efter det påbörjade tyskarna inflygningen av ytterligare trupper, bränsle och andra förnödenheter. Mellan 200 och 300 transportflygplan landade under invasionsdagen. Kort efter klockan 10 inledde de första kompanierna med tyska soldater sin marsch från Sola mot Stavanger.
Tidigt den 9 april insåg överste Gunnar Spørck som stod för kommandot över Jegerbataljonen att Stavangerhalvön var på väg att falla. Mobiliseringen av Rogalandsbataljonen flyttades därför snabbt från Sviland till Dirdal och Gilja, medan Jegerbataljonen flyttades samma dag till Oltedal.

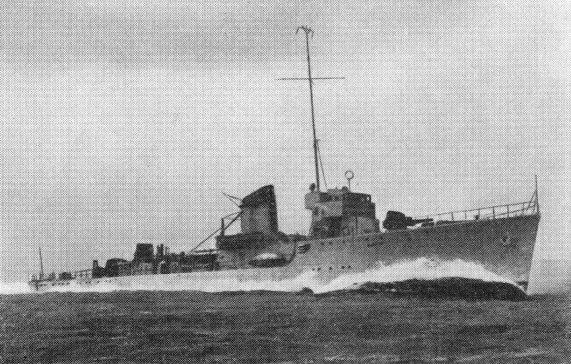
«Æger» torpedjägare av Sleipner-klassen

Dagen innan, den 8 april, ankrade det tyska lastfartyget Roda med den angivna lasten koks vid Ulsnes. Den norska tullen samt polisen fattade misstankar om annan last, då skeppet låg djupt i vattnet. Skeppet togs i beslag och fick order om att förflytta sig till Riska. Roda flyttade sig dock inte och kaptenen på fartyget Æger, Nils Bruun, beslutade sig för att sänka skeppet. Efter att ha skickat manskapet till livbåtarna sköt Æger 25 skott med 10 cm Bofors 40 automatkanoner utan att skeppet sjönk. Tidigt på morgonen den 9 april omdirigerades ett antal Junkers Ju 52 efter att ha deltagit i angreppet på flygplatsen vidare mot Æger. Efter ett massivt anfall, som också inkluderade tyska förluster av flygplan, träffades Æger av en fullträff och sattes ur spel och drev senare i land på Hundvåg, där de överlevande tidigare tagit sig i land. Totalt omkom 8 norrmän, sju av själva fullträffen. Roda sjönk något senare, och det visade sig att hon var fullastad med luftvärnskanoner, maskingevär och ammunition.  

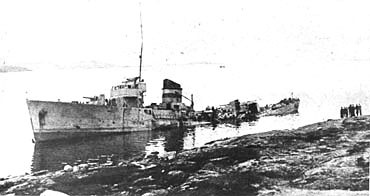
Vraket av «Æger» vid land på Hundvåg

Omkring kl 12:30 var de första tyska soldaterna framme i Stavanger centrum. Staden erövrades utan våld, men det var då de första gnistorna till motstånd mot fienden tändes. Flera män lämnade staden, och tog sig till de norska trupperna inne i Gjesdal, för att delta i den väpnade kampen mot tyskarna. Polishuset, telefonkontoret, telegrafcentralen, hamnkontoret, tullhuset och gasverket var nu under fiendens kontroll.
Stavangers hamnkontor var ett av tyskarnas viktigaste mål. Flera lastfartyg var på väg mot Stavanger med förnödenheter, vapen och flera soldater. De första inledde avlastningen vid kajen klockan 19 på kvällen. Några dagar innan invasionen hade en tysk civilist blivit inkvarterad hos stadens tyska konsultat, och på invasionsdagen tog han över rollen som den nya Hafenkaptein. Klockan 14 hade tyskarna total kontroll över Stavanger. Klockan 15 hade tyskarna under kommando av Karl von Beeren möte med ordföranden Lauritz Wilhelm Hansen om stadens politiska och administrativa ledning.
Den 29 april 1944 stod Sørlandsbanen färdig, och band samman Oslo med Stavanger genom en sydlig järnväg. Detta hade haft hög prioritet för tyskarna, som år 1940 satte datumet 1 november 1941 som senaste dagen för färdigställandet.

### Krigets slut

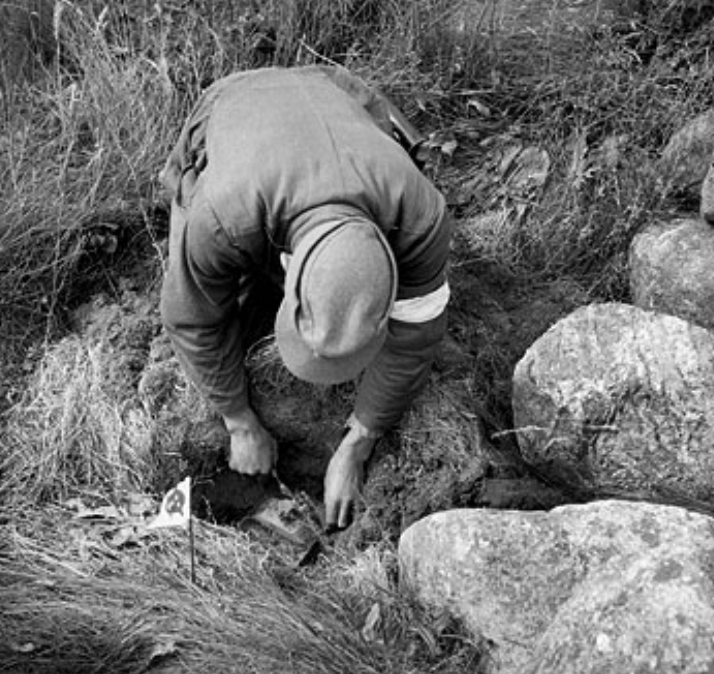
En tysk soldat rensar marken från minor i Stavanger i augusti 1945.

Vid krigets slut fick general Franz Böhme uppgiften att genomföra kapitulationen av Festung Norwegen. I Rogaland och därmed också Stavanger var general Weckman, chef för 274:e infanteridivisionen den som formellt stod för den tyska kapitulationen. Då var omkring 15 000 tyska soldater stationerade i Rogaland.
Innan tyskarna tilläts resa tillbaka till Tyskland återstod en sanering efter fem års ockupation. Omkring 180 tyska minfält med totalt 480 000 minor hade lagts ut av tyskarna, och det var tyska Wehrmacht som själv fick stå för desarmeringen av minorna. 62 tyskar dog och 94 sårades under saneringen..
I rättegångarna som genomfördes efter andra världskriget dömdes tre personer från Stavanger till döden och avrättades: Holger Tou från Byhaugen, Statspolitiets chef Hans Jakob Skaar Pedersen och butiksägare Reidar Haaland från Våland.. Torteraren Hans Jacob Skaar-Pedersen satt i fängelse från att han efter krigsslutet tagits till fånga tills han dömdes till döden och skickades till Bergen för avrättning.

### Oljestad

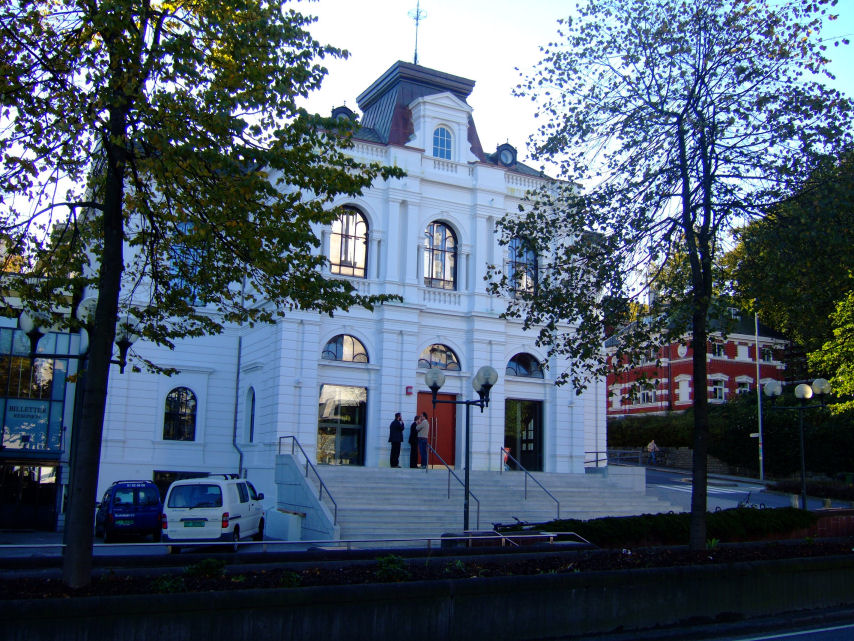
Stavangers gamla sporthall som idag används som barnteater

Efter andra världskriget upplevde staden en tillväxt i stadens industrisektor. Detta hade sitt ursprung i den lönsamma efterkrigskonjunkturen i norsk och internationell ekonomi. Under 1950- och 1960-talet var skeppsbyggeri, sjöfart och konservburkstillverkning de viktigaste näringarna i stadens ekonomi, och under denna period sjösattes många av världens största tankfartyg vid Rosenberg Mekaniske Verksted. Flera rederier med Stavanger som bas var bland världens främsta transportörer av råolja, oljeprodukter och gas. Dock blev 1960-talet hårdare än efter kriget och staden upplevde stagnation, framförallt eftersom efterfrågan på konservburkar sjönk. Det ensidiga näringslivet och det ringa nyskapandet hade återigen blivit ett problem. Inga fler arbetsplatser skapades och befolkningstillväxten stannade upp. Under mitten av 1960-talet kännetecknades Stavanger som en av Norges fattigaste städer angående genomsnittlig inkomst per invånare.
Hösten 1962 ville det amerikanska oljesällskapet Phillips Petroleum Company leta efter olja och gas utanför Norges kust. Samma höst visade också stora och kända utländska oljesällskap som Esso och Shell sitt intresse, och de flesta internationella oljesällskapen valde att slå sig ner i Stavanger. Detta ledde till ökad invandring och flera mycket efterlängtade arbetsplatser. Esso var det första oljesällskapet som började med borrning efter olja utanför Norges kust. Det halvt sänkbara borrfartyget Ocean Traveler fraktades från New Orleans till Norge, och började borra 19 juli 1966. Borrandet skedde på block 8/3, omkring 180 kilometer sydväst om Stavanger. Oljeriggen Ocean Viking fann olja på Ekofiskfältet den 23 december 1969.
Stavanger blev Norges oljehuvudstad på allvar  den 14 juni 1972 då statens oljesällskap Statoil grundades och dess huvudkontor blev förlagt till Stavanger. Från 1960-talet till idag har flera internationella oljesällskap sitt norska huvudkontor i Stavanger. Oljedirektoratet upprättades år 1972 vid Ullandhaug och Petroleumstilsynet likaså. 
I Jåttåvågen vid Gandsfjorden upplevde man också från 1970-talet fram tills 1990-talet ett uppsving i antalet arbetstillfällen utanför oljeutvinningen, då ett antal företag kopplade till offshoreindustrin grundades. Dessa höll sig till byggandet av Condeep-plattformar och oljeplattformar i betong. Under de följande tiotals åren upplevde staden en tillväxt, och år 1970 hade Stavanger ett invånartal på 80 000 människor; idag är invånartalet på över 121 000 invånare. Folk kommer från såväl utland som inland, och från utlandet kommer de allra flera ifrån USA och Västeuropa.
År 1969 startades undervisningen på den statliga distriktshögskolan i Stavanger. Högskolan i Stavanger blev en av de största i sitt slag med cirka 7 000 studenter, och 1 januari 2005 fick den status som landets femte universitet, Universitetet i Stavanger. I maj 2004 beslöt EU-ländernas kulturministrar att Stavanger och Liverpool skulle vara Europas kulturhuvudstäder 2008.

### Gamle Stavanger

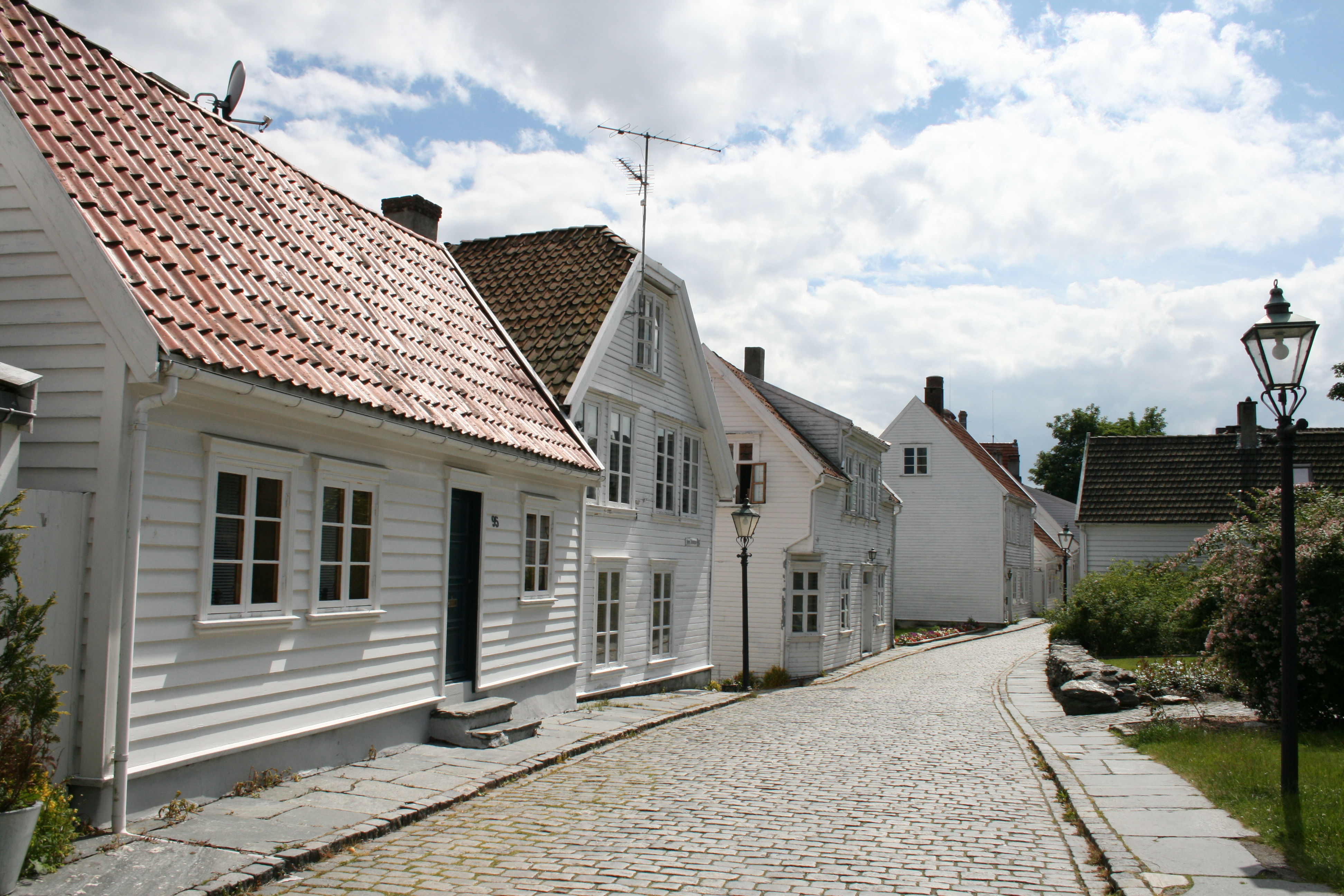
Gamle Stavanger

Gamle Stavanger består av 173 bevarade och restaurerade trähus som uppförts på slutet av 1700-talet och början på 1800-talet. Området, som också är känt som Straen, är Nordeuropas bäst bevarade trähusbebyggelse. Majoriteten av husen är små och vitmålade. Stavanger har mottagit ett antal priser för bevarandet av gamla Stavanger. Husen är såväl privat som kommunalt ägda. 
Villa Blidensol på Øvre Strandgate är troligen efter domkyrkan och biskopskapellet Stavangers äldsta hus. Det antas vara byggt under tidigt 1700-tal, men kan likaväl vara byggt på slutet av 1600-talet.

## Stadsdelar
| Stadsdel          | Befolkning |
| ----------------- | ---------- |
| Hundvåg           | 13 013     |
| Tasta             | 14 269     |
| Eiganes og Våland | 22 939     |
| Madla             | 20 935     |
| Storhaug          | 14 908     |
| Hillevåg          | 19 187     |
| Hinna             | 21 852     |
| Totalt            | 127 506    |

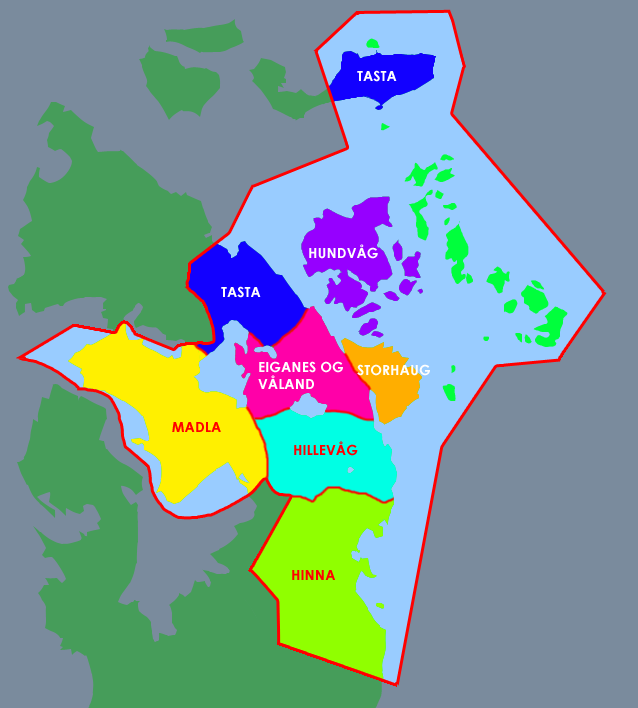
Karta över stadsdelar i Stavanger

Stavanger är indelat i sju stadsdelar och har ett stadsutnämnt stadsdelsval som skall vara en förbindande länk mellan stadsdelarna och kommunen centralt. Stadsdelarna har till viss del egen bestämmanderätt, men har också rätt att uttala sig de flesta frågor som angår stadsdelen själv. Stavanger är vidare indelat i 22 delområden och 218 grunnkretser.
Hundvåg stadsdel består av flera öar som är förbundet med Storhaug och Stavanger via en bro som öppnades år 1978. Hundvåg är 6,41 kvadratkilometer stor och hade 12 631 invånare 2007. Bydelssenteret eller centrum för Stadsdelen är Hundvågkrossen som ligger på ön Hundvåg. Av industri kan det traditionsrika Rosenberg Verft som ligger på Buøy nämnas.
Tasta stadsdel är den nordliga delen av det tidigare Hetland Herred. Stadsdelen utgör norra delen av kommunen och omfattar området nord om Stokkavatnet och Byhaugen. Austre Åmøy som har fastlandsförbindelse via Rennfast och Randaberg ingår i Tasta stadsdel. Tastaveden, cirka 3 km norr om Stavanger centrum är stadsdelen största friluftsområde och högsta punkt (92 meter över havet) och följt av Tastavarden på 79 meter över havet.
Eiganes och Våland ligger i kommunens västra del och delar av Stavanger centrum ligger i denna stadsdel. Stadsdelen hade 20 126 invånare 2006. Eiganes och Vålands stadsdel består av en västlig del av stadscentrumet och området västerut mot Stokkavatnet. Stadsdelen utgör av en yta på 7,01 km². Stavangers domkyrka, Breiavatnet och Kongsgårds Gymnasium ligger innanför stadsdelens gränser.
Madla ligger i den västra delen av kommunen och omfattar området väst om Stokkavatnet och Ullandhaug. Madlakrossen är stadsdelens centrum. Stadsdelen totala landareal utgörs av 13,87 km². Madla var en egen kommun under perioden 1930-1965. Kommunen upprättades år 1930, då Håland herred delades i två. Madla slogs samman med Stavangers kommun den 1 januari 1965.
Storhaug ligger i kommunens nordöstliga del. Storhaug består av en halvö öst om Vågen, Breiavatnen och Hillevågsvatnet samt öarna utan bro- eller tunnelförbindelse till fastlandet. En gravhög från bronsålder och järnålder (cirka 1500 f.Kr–800 e.Kr.) har givit stadsdelen sitt namn.
Hillevåg ligger mitt i kommunen, med Mosvatnet i norr, Ullandhaug i väst, Gandsfjorden i öst och Sørmarka i söder. Hillevåg var en del av det tidigare Hetland herred. Tjensvoll var en egen stadsdel fram till år 1987, då flera stadsdelar i Stavanger slogs samman. Hillevåg hyser viktiga institutioner såsom Stavangers universitetssjukhus och Stavangers universitet.
Hinna är en av de stadsdelar som haft störst tillväxt de senaste åren. Stadsdelen gränsar till Gandsfjorden i öst, Sandnes i söder, Sola i väst och Hillevåg i norr. Stadsdelen utgörs av en total yta på 15,00 km² och kommunens högsta punkt är Jåttånuten, 139 meter över havet. Det har tidigare funnits mycket industri på Jåttåvågen, men området är för närvarande under ombyggnation och bland annat Viking Stadion ligger här.

## Natur och geografi
Kommunen täcks av de nedre och mellersta lagren av förkastningen till den Kaledoniska bergskedjan, som nederst består av glimmerskiffer och fyllit i öst, och överst av granit och ögongnejs från yngre Proterozoikum i kommunens sydvästra delar.

### Topografi

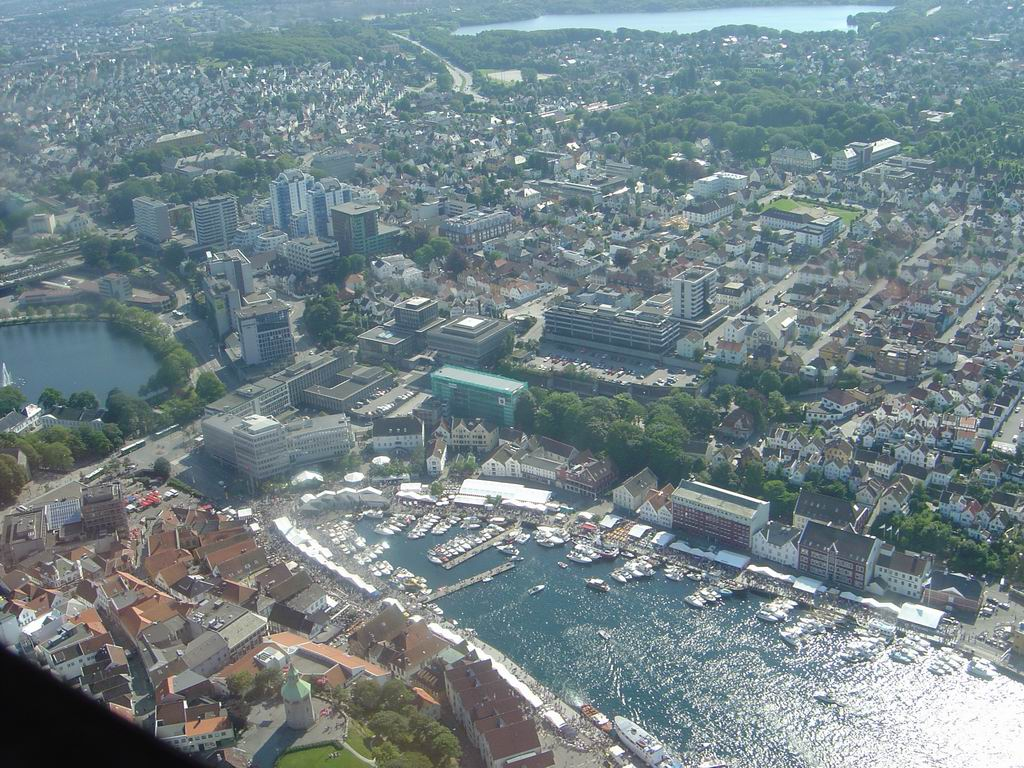
Vågen i Stavanger sett från luften.

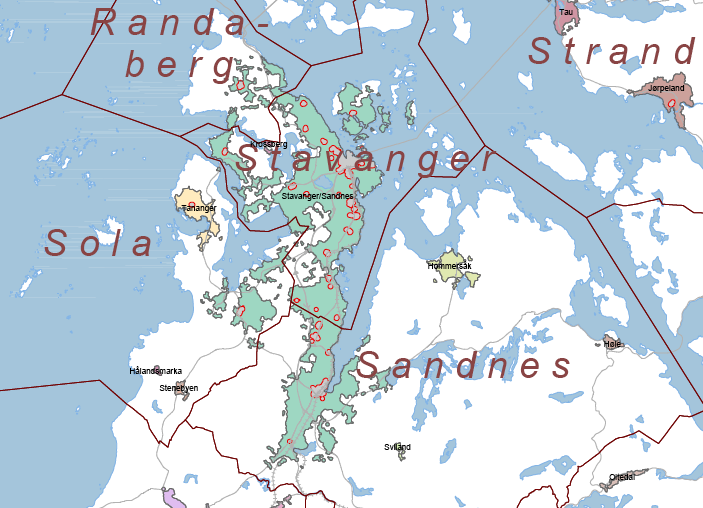
Tätorten Stavanger/Sandnes enligt definition från Statistisk sentralbyrå.

Stavanger är en del av lägre Jæren, ett platt landområde som huvudsakligen består av myr, sand och sten. Stavanger gränsar i väst till havet och i nordöst till Boknafjorden. Lägre Jæren sträcker sig ifrån Ognaälven i söder till Tungenes i norr, där den nordligaste delen som inkluderar Stavanger kallas Nordjæren. Staden ligger vid ett kustlandskap där merparten av stadens och kommunens areal ligger mellan 0 och 50 meter över havet. Landskapet har ett karakteristiskt utseende med stenar och kullar där det varken finnes bebyggelse eller lantbruk. Staden är tack vare dess närhet till havet nära knutet till sjö och vatten, med fem insjöar och tre fjordar (Hafrsfjord, Byfjorden och Gandsfjorden) Sjö och vatten har skapat landskapsrum och linjer och ger samtidigt ett rikt djurliv och vegetation på kusterna.
Terrängen är lågt liggande med 49 procent av arealen ligger under 20 m ö.h., medan 7 procent ligger på 60 m ö.h.. Stavangers högsta punkt är Jåttånuten (139 m ö.h.), följt av Ullandhaug (136 m ö.h.).
Staden har växt fram på bägge sidor av en depression som går tvärs genom terrängen med branta sluttningar och backar ifrån sjöbotten. Som en förlängning av Boknafjorden och Byfjorden skär sig Vågen in i ett lågtliggande område från nordväst.

### Öarna
Sjön är fortfarande en viktigt transportväg mellan staden och den norra delen av Rogaland. De bebodda delarna av staden ligger på fastlandet och öarna Hundvåg, Buøy, Austre Åmøy, Langøy, Bjørnøy, Roaldsøy, Ormøy, Steinsøy, Engøy, Sølyst, Grasholmen, Vassøy, Lindøy, Hellesøy, Tunsøy och Kalvøy.

### Areal
Kommunens areal är 54,19 km² och 67,67 km² om man inkluderar öarna (13,48 km²). 
Insjöarna utgör totalt 3,5 km². De störa vattendragen är  Store Stokkavatn (2,19 km²), Hålandsvatnet (0,63 km², Stavangers del) och Mosvatnet (0,46 km²). Mitt i centrum, precis intill Stavangers Domkyrka ligger Breiavatnet.
Av kommunens totala areal utgör 43,23 km² (60,55 procent) av tätortsbebyggelse och den resterande andelen utgörs av jordbruk och friluftsområden. Det är den högsta andelen i Norge.

### Klimat

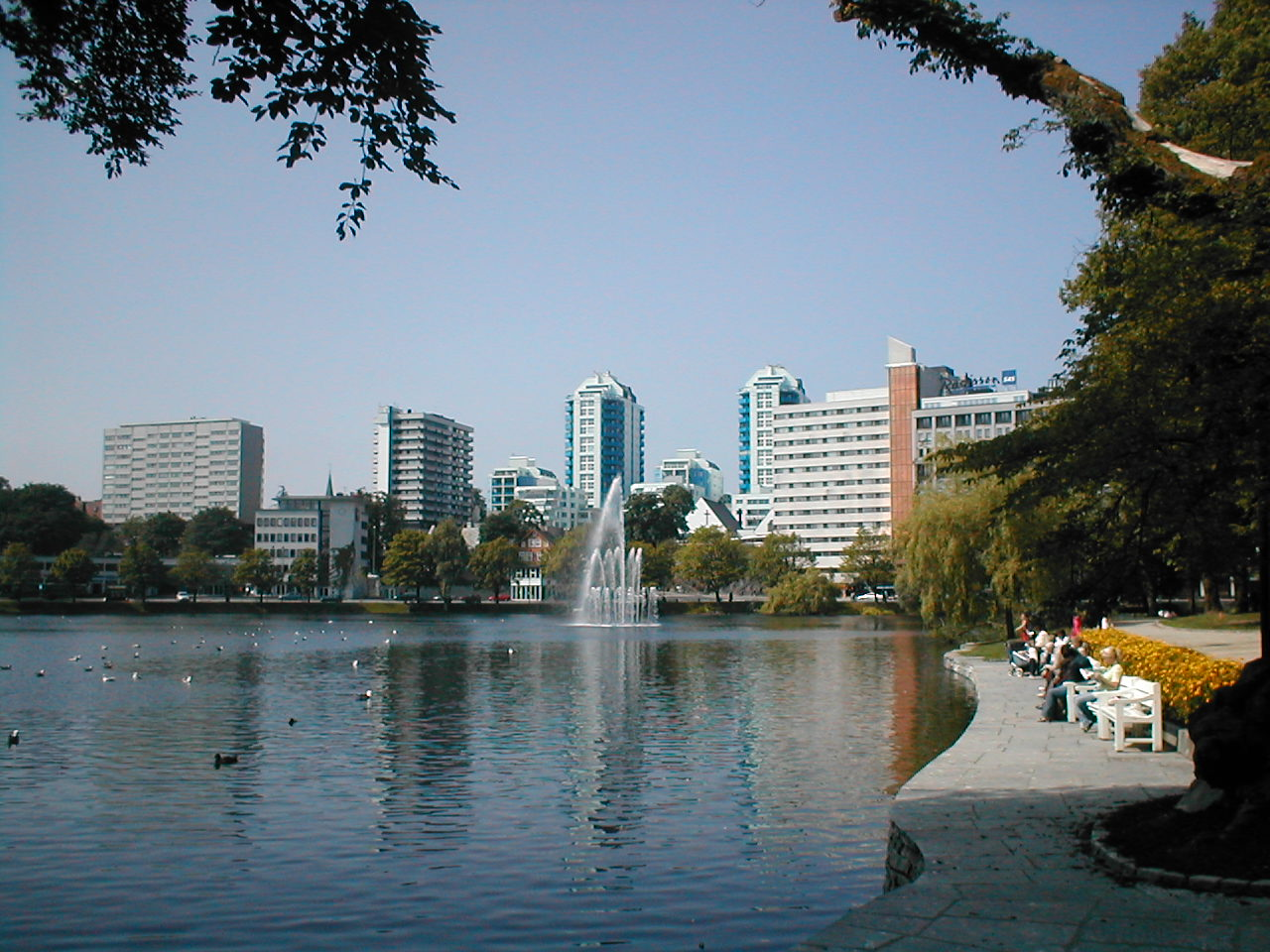
Breiavatnet

Stavanger har ett typiskt kustklimat. Det innebär mycket nederbörd men under genomsnittet för Vestlandet. Man säger att det inte är regn utan våt luft, även kallat fløyelsregn. Stavanger ligger öppet till och är därför svårt utsatt för stormar under hösten och i januari ifrån Nordsjön. Vintern är mild och snöfattig, och sommartemperaturen ligger över Norges genomsnittstemperatur. Vintertemperaturerna ligger sällan under -4°C, och under sommaren är det sällan varmare än 24°C. Statistiken från Meteorologisk institutt kommer från en väderstation på Stavangers flygplats och kan därför avvika lite från stadens faktiska väderförhållanden.
Kustklimatet vid Nordjæren är varmare än vad dess geografiska läge normalt skulle ge på grund av Golfströmmen, och det ger staden ett varmt klimat trots att Stavanger är beläget på ungefär samma breddgrad som sydspetsen av Grönland. På den längsta dagen av året går solen ner några minuter innan 23:00, medan mörkret infaller vid ettiden och att det börjar lysa vid tretiden. Under vinterhalvåret är solen uppe från kl 09:00 till 16:00 på den allra kortaste dagen.
Genomsnittstemperaturen på årlig basis för Stavanger är på 7,4 °C, och den genomsnittliga nederbördsmängden ligger på 1 180 mm. Dessa genomsnittstal kommer från mätningar som gjorts över en trettioårsperiod från 1961 till 1990 på Sola.
| Månad | jan | feb | mar | apr | maj | jun  | jul  | aug  | sep  | okt | nov | dec |
| --- | --- | --- | --- | --- | --- | ---- | ---- | ---- | ---- | --- | --- | --- |
| Genomsnittlig temperatur °C | 0,8 | 0,6 | 2,7 | 5,5 | 9,9 | 12,8 | 14,2 | 14,4 | 11,7 | 8,8 | 4,6 | 2,2 |
| Genomsnittlig nederbörd | 92  | 66  | 75  | 50  | 68  | 91   | 115  | 156  | 114  | 148 | 136 | 110 |
| Källa: Meteorologisk institutt All data är från väderstationen på Sola. Tabellen visar normalvärden, som är ett genomsnitt för en internationellt fastsatt trettioårsperiod, 1961 till 1990 |     |     |     |     |     |      |      |      |      |     |     |     |

## Parker och grönområden

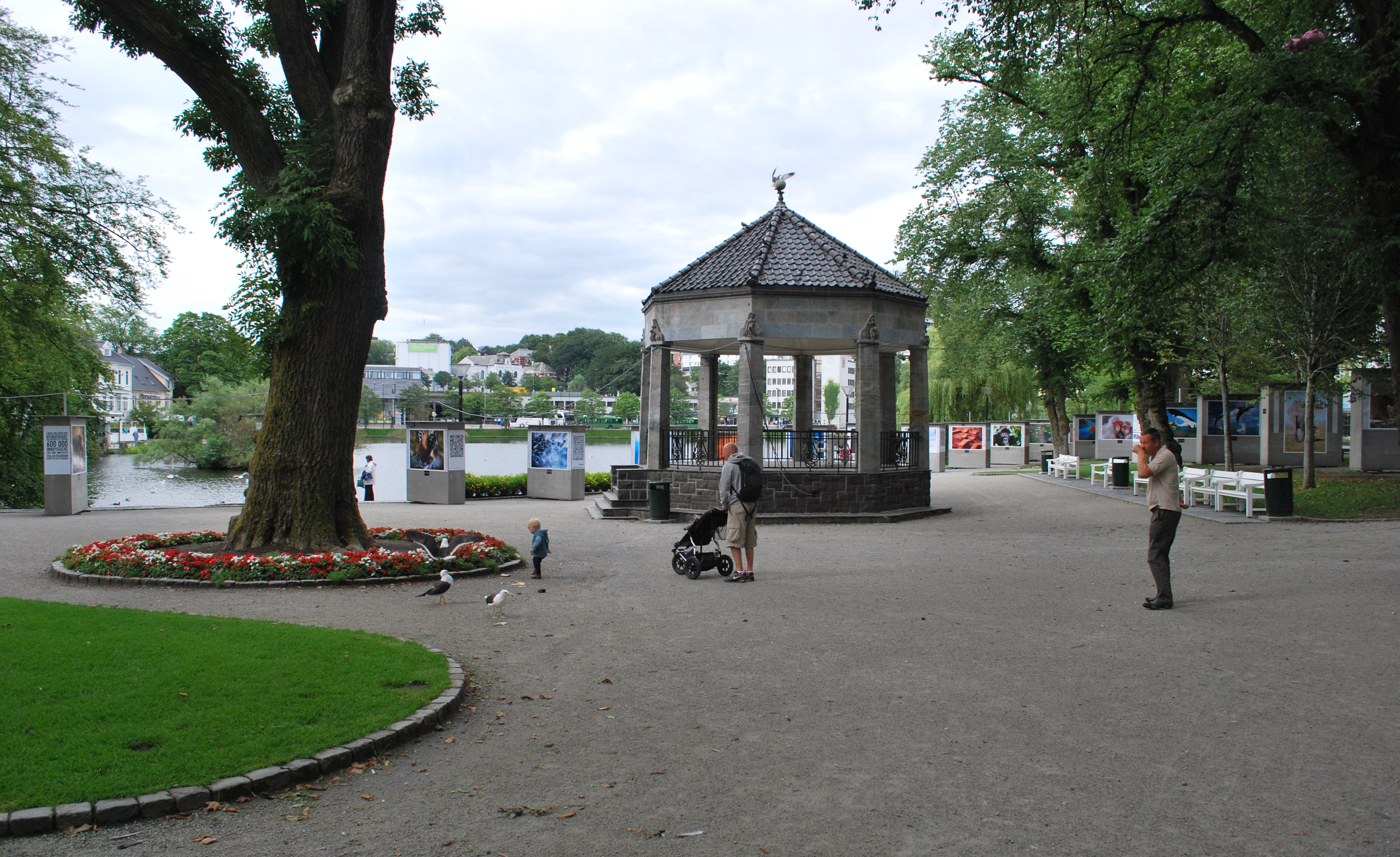
Paviljongen mitt i Byparken}

Det finns flera parker och grönområden i Stavangers kommun, såväl i centrum som utanför. Centralt i staden ligger Breiavatnet som omges av Byparken, en park som anlades som stadens första stadspark år 1868. Mellan Breiavatnet och Vågen i stadsparken ligger Kiellandshagen som fick sitt namn eftersom diktaren Alexander Kiellands hus låg där en gång i tiden. Kiellandsparken genomgick en stor upprustning år 2007 som en del av stadens tusenårssted. I motsatt ända av Breiavatnet ligger det en liten park vid byterminalen.

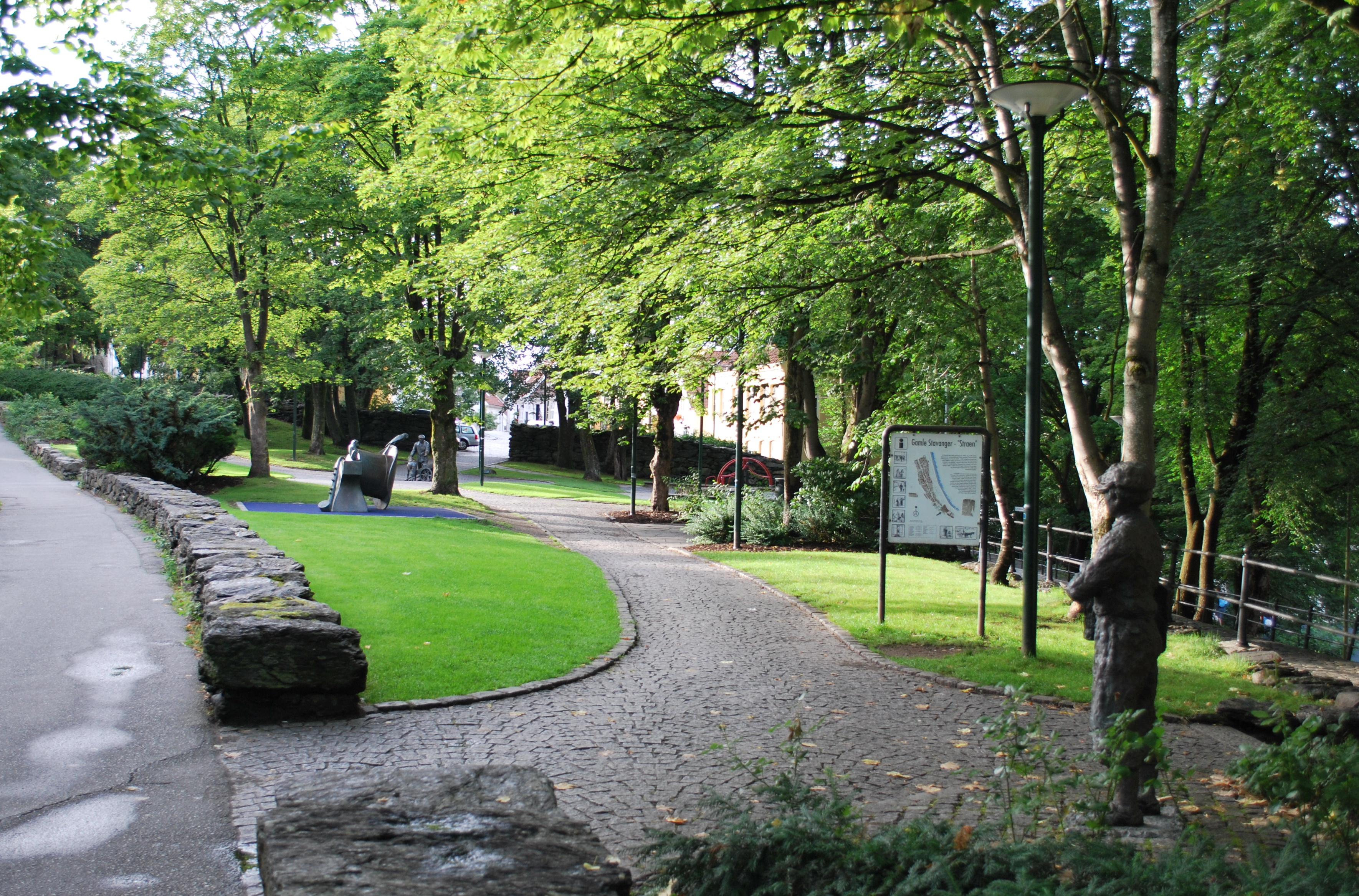
Lendeparken sett från ovan

Bjergstedparken norr om Gamle Stavanger är en parkanläggning och här finns Bjergsteds Musikcenter med bland annat Stavangers konserthus, och utomhusområdena i bland annat parken används ofta till festivaler och utomhuskonserter. Lendeparken anlades till ära för originalet, livskonstnären och människovännen Lars Lende.
Utanför centrum ligger en parkanläggning i sydlig riktning intill de stora insjöarna som Mosvatnet, Stora Stokkavatnet, lilla Stokkavatnet och Vannassen. Mosvatnet är 0,46 km² stort och därmed det tredje största vattenområdet i Stavanger efter Hålandsvatnet och stora Stokkavant. Vattnet som gav dricksvatten från år 1863 till 1931, är det mest besökta friluftsområdet i Stavanger. År 1995 antog man att uppemot 560 000 personer använt stigen runt Mosvatnet. Cyklister och joggare kan använda stigen på 3,2 kilometer runt vattnet. Här finns det även campingplatser, Stavanger Svømmestadion och Rogaland konstmuseum.
Vannassen är en liten insjö med ett friluftsområde och parkområde runt och placerat vid Åsen mellan Hetland och Hillevåg. Vannassen var ett vattenverk för Hetland kommun under början av 1900-talet. Löpbanan runt vattnet är belyst, och det är en offentlig promenadstig från Vannasen och ned mot Mariero. Vassåsvägen avgränsar parken mot en stor och öppen grusplats, där kringresande cirkussällskap ofta reser tält.
Sørmarka är ett stort grönområde med en areal på cirka 1 500 hektar cirka 4 kilometer söder om Stavanger centrum. Dess högsta punkt är Ullandhaug på 136 meter över havet. De flesta träden som står på grönområdet är planterade. Redan år 1910 påbörjade man träplantering i denna del av Stavanger, och mellan åren 1930 och 1970 planterades det mesta av skogen av Stavanger Skogslag och skolelever från staden. Även äng och betesmarker finns på området. Ett väl utbyggt vägnät på 8 kilometer finns, varav 3,7 kilometer är belyst. Även stigar för hästar och spår för mountainbikes finns. Från bergsstupet vid Ullandhaug har man en vacker utsikt över Jæren, Hafrsfjord och Nordsjön.

## Näringsliv

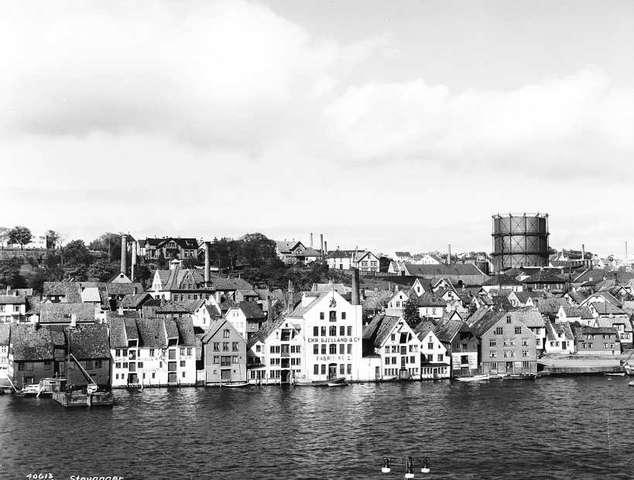
Konservburksfabriker i Stavanger på 1930-talet.

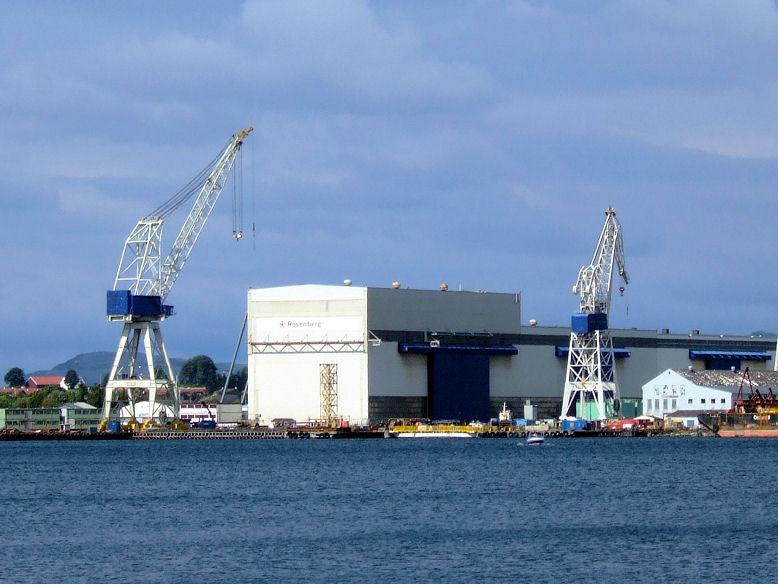
Rosenberg Verft

Under början av 1900-talet bestod Stavangers näringsliv huvudsakligen av fiske och sjöfart, och blev under den första halvan av 1900-talet även känt för sin konservburksindustri, och på 1950-talet fanns det i staden över 50 konservburksfabriker. Stavanger kallades även för konservburkshuvudstaden. Den första grundades av Christian Bjelland Chr. Bjelland & Co.. Den sista konservburksfabriken lades ner år 2002.
Runt år 1950 var över hälften av alla arbetstjänster i staden sysselsatta inom industrin. Strukturförändringen inom industrin, och den starka utvecklingen mot ett tjänstesamhälle har radikalt ändrat stadens näringsliv, och nu utgör industrins andel av sysselsättningen cirka 11 procent, men i staden finns fortfarande 29 procent av alla industriarbetsplatser i hela Rogaland fylke.
Verkstadsindustrin är den viktigaste branschen med 59 procent av industrisysselsättningen. Detta har handlat framförallt om produktion av materiell till oljeindustrin såsom oljeplattformar, och endast denna industri utgör 40 procent av stadens totala produktion. Andra viktiga industribranscher är grafisk design och mat- och dryckesindustri. Lokala jordbruksprodukter är också viktigt för stadens näringsliv, med bland annat Nortura Forus som ett av Norges största slakterier. Av den grafiska industrin märks särskilt tryckerier och de stora dagstidningarna i staden, Stavanger Aftenblad och Rogalands Avis.
Sysselsatta med arbete i kommunen fördelat på näring år 2007 är 0,6 procent inom primära sektorn, 27,4 inom sekundära sektorn och 71,7 inom tjänsteföretag. 24,4 procent arbetade inom kommunal sektor samtidigt som 75,6 procent arbetade inom privat sektor.
Industrin har under de senaste åren blivit starkt decentraliserad. De viktigaste nyare industriområdena är Forusområdet vid gränsen till Sandnes och Sola i söder och Dusavik vid gränsen till Randaberg i norr, som nyligen fått en väsentlig petroleumrelaterad verksamhet. Betydligt äldre industriområden är Hillevåg, Buøy, stadens östra stadsdelar och till viss storlek vid kusten. I Hundvåg ligger varvet Rosenberg Verft från 1896. Skeppsbyggeri och sjöfart har traditionellt varit av stor betydelse för stadens ekonomiska tillväxt. Stavanger är fortfarande en av Norges viktigaste sjöfartsstäder, och ligger på plats fyra efter Oslo, Bergen och Ålesund.

### Jordbruk och mat
Staden utvidgades först år 1849, och vid kommunsammanslagningen år 1965 anslöts större jordbruksområden till staden, men på grund av befolkningsökning och den höga andelen brukad jord är det konflikter mellan jordbruks- och utbyggnadsintressenter. Stavanger kommun och Rogaland fylke samarbetar med Sandnes och andra kommuner om vidare utbyggnad av stadsområdet för att spara på jordbruket.
Stavangerregionen har ofta jämförts med den franska matregionen Lyon. Det norska gastronomiska institutet med huvudkontor på Ullandhaug har varit av stor betydelse för satsningen på mat i Stavanger. Efter att det gastronomiska institutet gick i konkurs, bland annat på grund av en felsatsning i Oslo 4 juni 2008, upprättades det efterföljande Kulinarisk institutt av Rogaland fylke. Detta institut har som uppgift att leda utvecklingen av fylkets matproduktionen till ett effektivt och hållbart sätt. Institutet återfick sitt tidigare namn och logotyp efter att man köpt tillbaka det från konkursboet. 
Sommaren 2007 tilldelades mataktörerna i regionen titeln Norwegian Centres of Expertise in Culinoloy. I juli 2008 arrangerade Stavanger europamästerskap som kvalificering till Bocuse d'Or. Då representerades Norge och Stavanger av Geir Skeie som också vann guld. Varje år arrangeras Gladmatfestivalen i centrum av staden. Festivalen uppstod i nätverket Matfylket Rogaland eftersom de ville förmedla lokala mattraditioner till resten av Norge. Målet var att man år 2020 skulle vara den region som norrmän framförallt förknippar med matproduktion och matupplevelser.

### Oljehuvudstaden

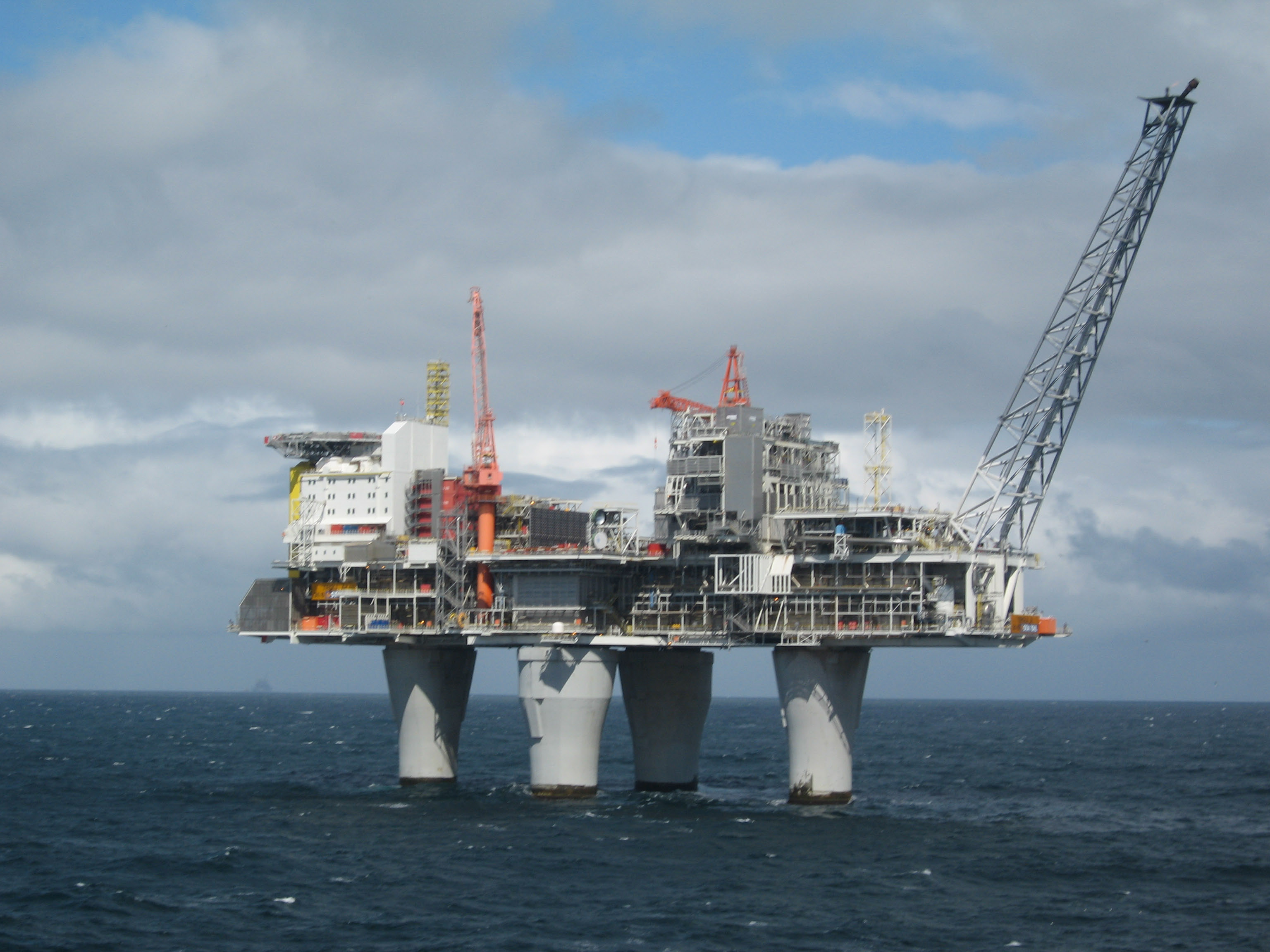
Betongfundamentet till Troll A-plattformen göts i Vats, 55 km norr om Stavanger

I nyare tid kallas staden ofta oljehuvudstaden, och Norges största oljesällskap Statoil har sitt huvudkontor på Forus i Stavanger. Statens oljesällskap Statoil upprättades vid ett enhälligt storting 14 juni 1972, och huvudkontoret lades då i Stavanger. Idag har Petoro, som är ett norskt statligt aktiebolag med ansvar över att förvalta de affärsmässiga aspekter som angår statens ekonomiska engagemang inom den norska petroleumindustrin, sitt huvudkontor i staden. Flera andra internationella oljebolag har sitt norska huvudkontor i Stavanger.
Oljedirektoratet upprättades år 1972 vid Ullandhaug och Petroleumstilsynet likaså, och dessa har sitt huvudkontor i Stavanger. 
Jåttåvågen vid Gandsfjorden var från 1970-talet till 1990-talet ett stort industriområde, och då särskilt inom offshore-industrin med byggandet av oljeplattformar i betong.
Offshore Northern Seas är världens näst största utställning i sitt slag inom olje- och gasindustrin. OMS tar plats i Stavanger under sista veckan av augusti vartannat år. År 2008 besökte 38 000 personer evenemanget, varav hälften kom från utlandet.

### Turism
Stavanger är en populär turiststad, speciellt om sommaren. Hotellen i staden har hög beläggning året runt, mycket tack vare de pendlare som reser till jobb och möten i Stavanger. Under de senaste åren har Stavanger också blivit en av Norges mest populära ankomsthamnar för kryssningsfartyg. Det antal turister som kommit hit har ökat de senaste åren, och Stavanger är en av Europas snabbast ökande ankomstplats för kryssningsfartyg norr om Medelhavet. År 2009 besökte 99 fartyg och 146 000 passagerare Stavanger, och året därpå besökte 111 kryssningsfartyg och 175 000 passagerare staden.

## Demografi

### Religion
Den norske kirke har 67,7 procent av befolkningen i Stavanger som medlemmar (2014). Den norska kyrkan är organiserad i 17 församlingar, från Vardeneset i norr till Gausel i Söder som är fördelade på två kontrakt: Yttre Stavanger kontrakt och Stavanger domkontrakt. Församlingarna i Stavanger samarbetar med varandra genom så kallade fellesråd. Stavanger var biskopssäte från 1120-talet till 1682, då det blev överfört till Kristiansand, men sedan 1 januari 1925 återinstiftades Stavangers stift.

#### Andra kyrkosamfund
Medlemstalet i tros- och livssynssamfund i Stavanger utanför den norska kyrkan 2005.
| - Romersk-katolska kyrkan 4700 per 2009 St. Svithun katolske kirke - Islam 2 950 - Human-Etisk Forbund 2 132 - Metodistkyrkan i Norge 745 - Jehovas vittnen i Norge 396 - Det Norske Baptistsamfunn 369 - Trosrörelsen 306 - pingstväckelserörelsen 284 - Buddhistförbundet 226 |  | - Den Evangelisk Lutherske Frikirke 202 - Det Norske Misjonsforbund 178 - North Sea Baptist Church 163 - Sjundedagsadventisterna 125 - De frie evangeliske forsamlinger 95 - Mormoner 120 - Stavanger International Church 66 - Lutherska bekännelsekyrkan 24 - Andra 955 |

### Befolkningsutveckling
Stavanger hade en låg befolkningstillväxt sedan medeltiden och fram till slutet av 1700-talet. Sedan 1800-talet har det varit en jämn befolkningstillväxt och sedan 1950-talet har befolkningen dubblerats, och speciellt efter att det hittats olja i slutet av 1960-talet har en omfattande befolkningstillväxt inletts. Detta är mycket tack vare en kraftig inflyttning, bland annat ifrån utlandet. Befolkningsutvecklings i Stavanger sedan 1769 per 1 januari:
| År              | Befolkning |
| --------------- | ---------- |
| 1769            | 3 337      |
| 1801            | 3 916      |
| 1855            | 16 121     |
| 1900            | 36 202     |
| 1950            | 67 181     |
| 2001            | 109 566    |
| 2009            | 121 610    |
| 2013            | 129 191    |
| 2020*           | 147 581    |
| 2030*           | 165 880    |
| *Prognos av SSB |            |

#### Befolkningsutveckling; olika milstolpar för kommunens tillväxt
Stavangers kommun passerade 125 000 invånare den 30 juni 2010 med svensken Bengt Wikell. Detta firades högtidligt i kommunen genom att dåvarande borgmästare Leif Johan Sevland dem 4 juli 2010 i en officiell ceremoni gratulerade Bengt Wikell genom ett tal och överräckte olika gåvor från kommunen till jubileums-invånaren. Leif Johan Sevland sade bland annat '- Detta är ett välkommen milstolpe för oss. Det återspeglar den starka tillväxt vi har i antalet invånare, och att Stavanger är en stark region i både nationell och europeisk kontext.

### Invandring
Efter att man funnit olja i Nordsjön har invandringen till Stavanger ökat kraftigt. 1 januari 2000 bodde det 10 916 personer med invandrarbakgrund i Stavanger. Åtta år senare, 1 januari 2008, hade antalet ökat till 16 636. Sedan 1972 har inflyttningen legat på över 4 000 varje år, och är jämnt stigande. År 2008 flyttade 8 191 invånare in till kommunen. Den totala befolkningstillväxten per år har sedan 2006 varit över 2000 nya siddisar, alltså boende i Stavanger. Andelen invandrare med västlig bakgrund är 4,3 procent medan andelen med icke-västlig invandrarbakgrund är på 9,4 procent. 13,7 procent av kommunens invånare är förstagenerationens invandrare och personer födda i Norge av två utlandsfödda föräldrar utan norsk bakgrund.
Invandrare i Stavanger, efter nationell bakgrund (de 20 största grupperna), per 1 januari 2008:
| Land                | Befolkning |
| ------------------- | ---------- |
| Totalt              | 18 434     |
| Polen               | 1 686      |
| Storbritannien      | 1 364      |
| Turkiet             | 1 125      |
| Somalia             | 728        |
| Tyskland            | 680        |
| Danmark             | 676        |
| Sverige             | 670        |
| Vietnam             | 543        |
| Indien              | 535        |
| Pakistan            | 535        |
| USA                 | 529        |
| Bosnien-Hercegovina | 502        |
| Iran                | 502        |
| Russland            | 458        |
| Filippinerna        | 383        |
| Thailand            | 374        |
| Frankrike           | 360        |
| Irak                | 350        |
| Kina                | 350        |
| Kosovo              | 342        |

## Kommunikationer
Stavanger har goda kommunikationer med resten av fylket, trots att Boknafjorden delar fylket i tre delar. E39 med motorväg förbinder Stavanger och Sandnes, och fortsätter via Rennfastsambandet i underjordiska tunnlar och färjesamband mot Haugesund.
Vägtrafik på riksväg 44 går söderut genom stadsdelarna Hillevåg och Hinna till Sandnes. Medlavägen ner mot Kannik är en av de mest trafikerade vägsträckorna i staden och hade år 2001 en årsdygnstrafik på 
45 000 fordon, medan motorvägen längs E39 har en årsdygnstrafik på 65 000 fordon.

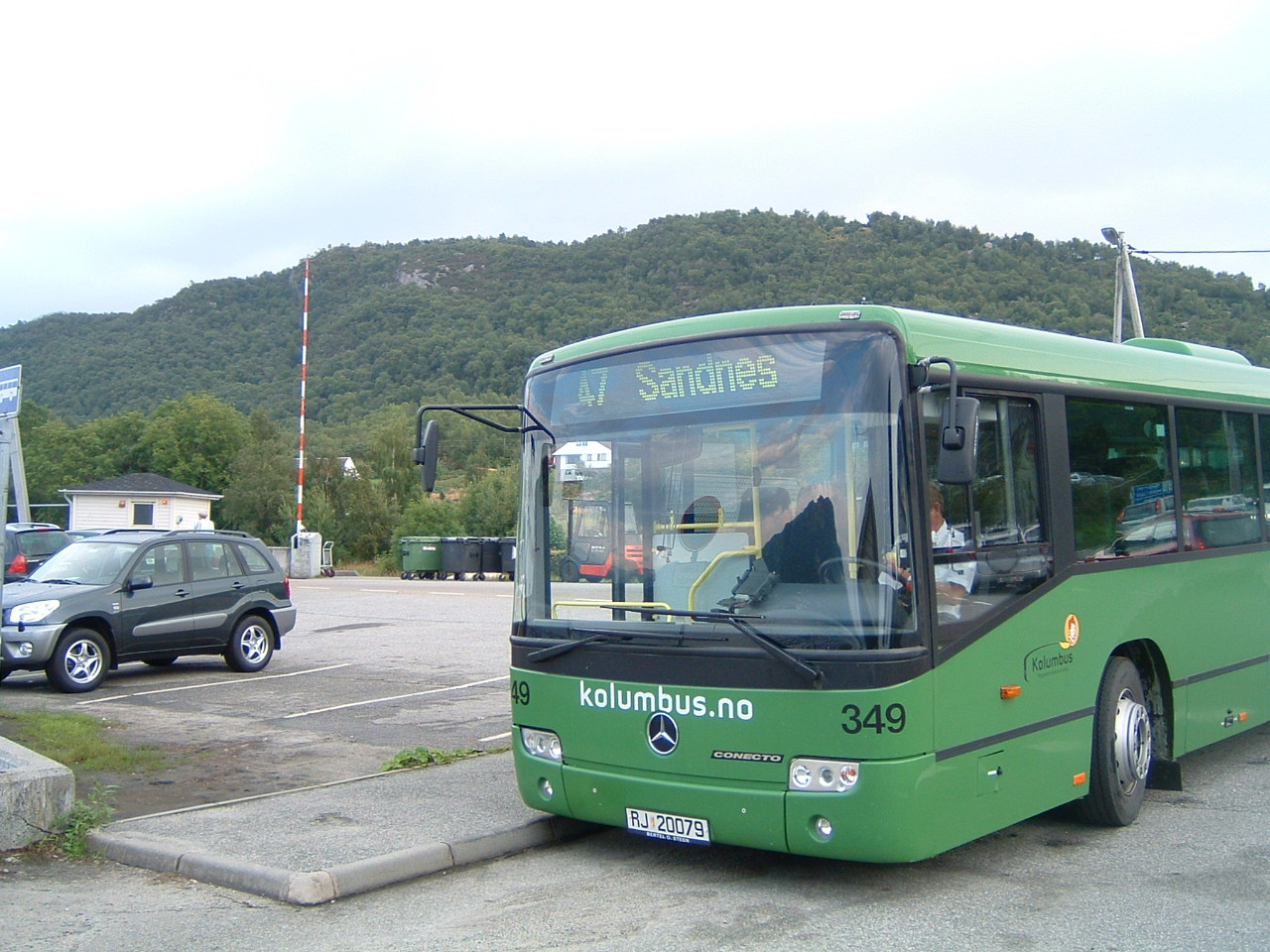
Kolumbus

Kollektivtrafiken i Stavanger och Nordjæren administreras av Rogaland Kollektivtrafikk RKT under namnet Kolumbus, och bussarna köres av företaget Boreal. Bussarna är lätt igenkännbara med sina gröna färger. Stadsterminalen och området runt Breiavatnet är centrumets knutpunkt för bussarna.
Järnvägen mellan Egersund och Stavanger öppnades 27 februari 1878. Jærbanen fick dubbelspår mellan Stavanger och Sandnes år 2009.
Stavangers flygplats ligger i Sola kommun cirka 14 kilometer från Stavangers Centrum. Flygplatsen Sola öppnades år 1937. Flygplatsen har en betydelsefull helikoptertrafik till och från oljeplattformarna ute i Nordsjön. Flygplatsen har direkta förbindelser med Aberdeen, Alicante, Amsterdam, Bergen, Berlin, Billund, Esbjerg, Frankfurt, Fuerteventura, Graz, Göteborg, Hannover, Innsbruck, Kraków, Kristiansand, Kristiansund, Köpenhamn, Lanzarote, Las Palmas, London, Málaga, Murcia, Newcastle, Oslo, Paris, Prag, Riga, Rygge, Salzburg, Sandefjord, Skien, Tenerife, Trondheim, Warszawa och Ålesund. Merparten av all trafik går dock på rutten mellan Stavanger och Oslo, som har cirka 25 dagliga avgångar.

## Kultur

### Stadsvapen

Stavanger kommuns stadsvapen

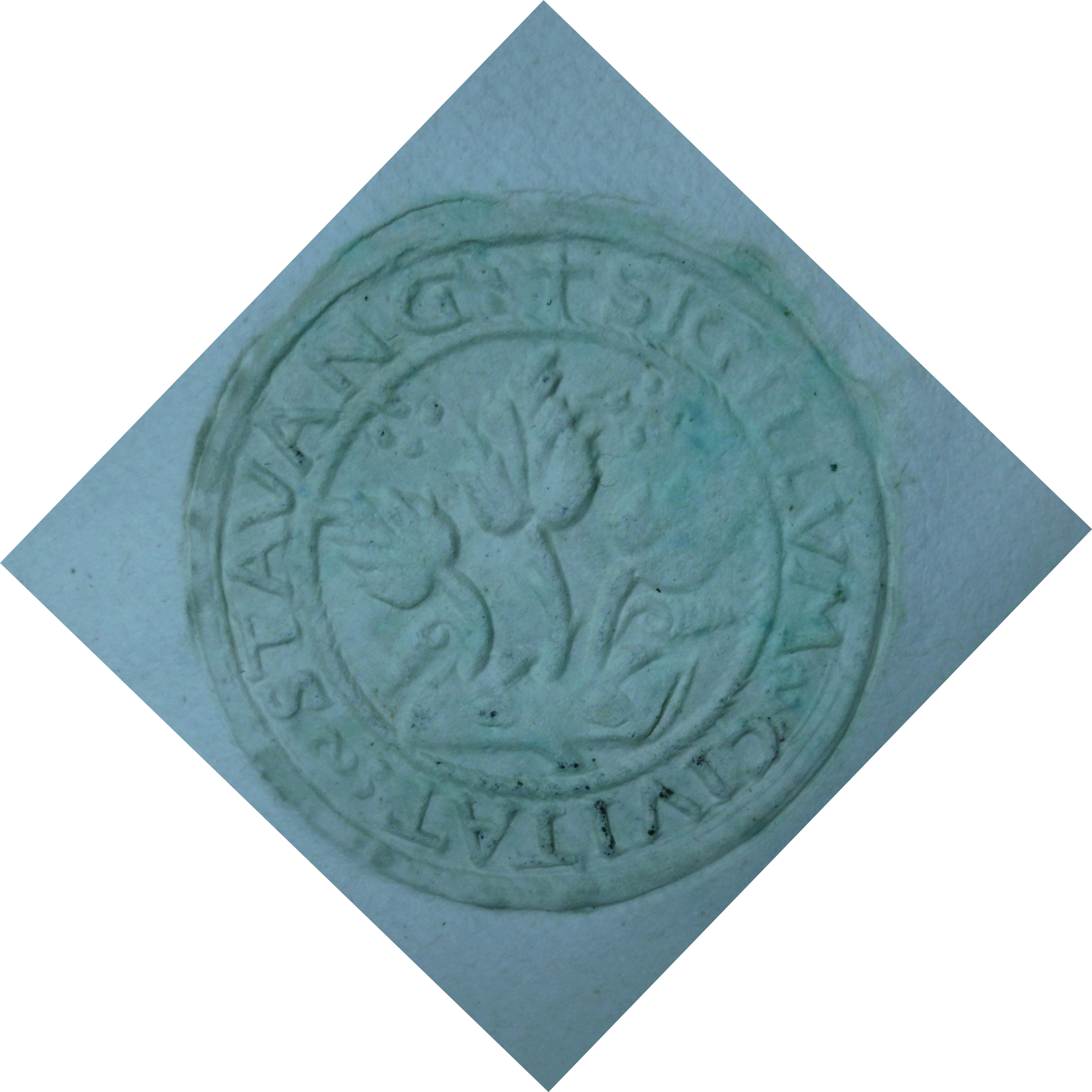
Stavangers stadsvapen i ett avtryck från 9 september 1640. (Källa: Riksarkivet, Stavanger byregnskap 1624-1639. Foto:Arne Kvitrud, 2010)

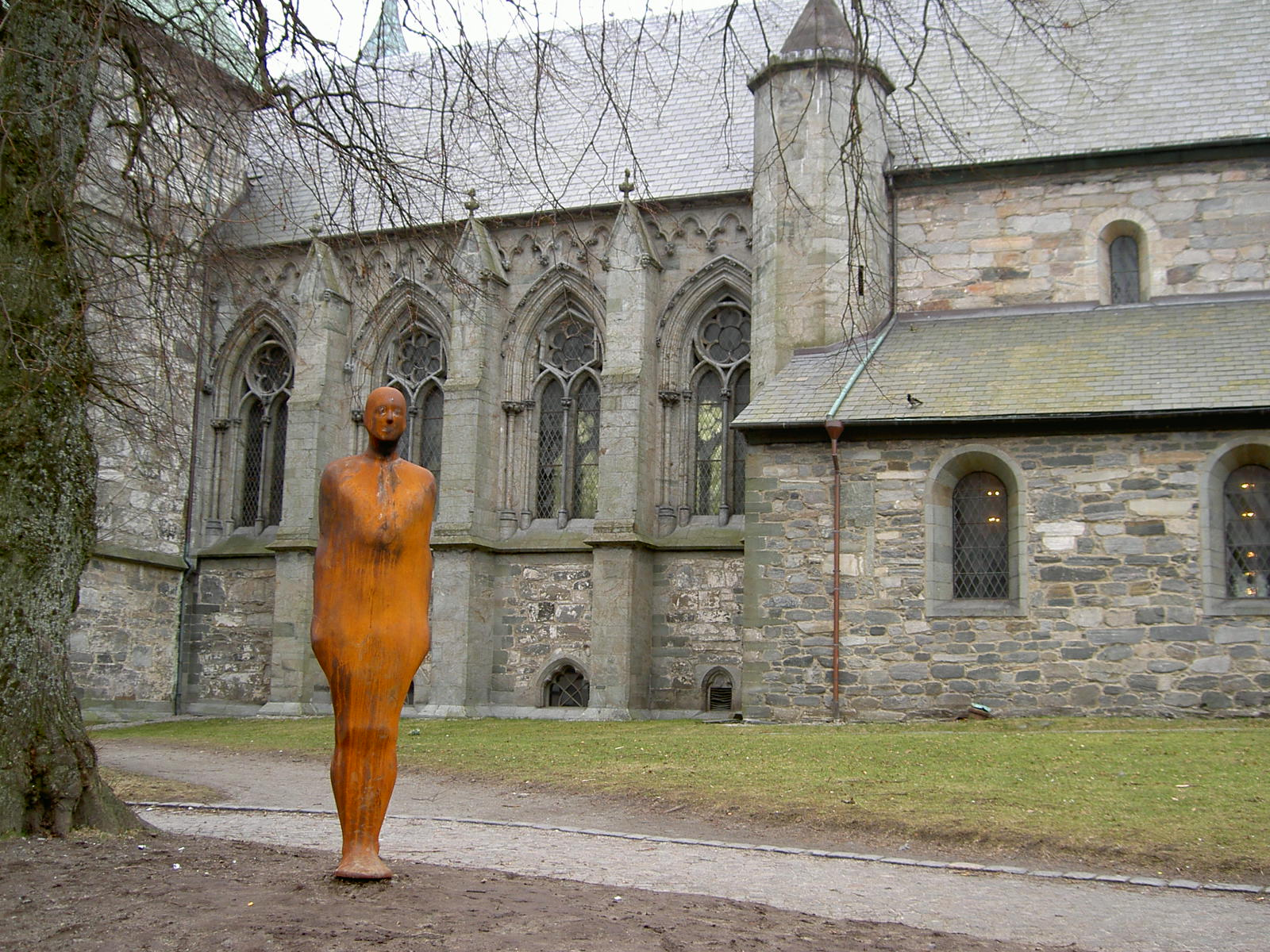
En staty vid Stavanger domkyrka.

När Alexander Kielland var borgmästare fann han ett gammalt sigill. Motivet stämde överens med äldre dokument, det äldsta ifrån år 1591. Detta sigill skapades av stadsfogden och guldsmeden Hans Johanson Rise. Detta sigill används än idag av Stavanger Kommun.
Vilka löv och växter som avspeglas på stadsvapnet har varit omdiskuterat. Några menar att det är grenar från en ek medan några tycker att det är från en vingren. Botaniker är dock mer för det andra förslaget, medan andra fortsatt menar att löv från ekar skulle ha varit ett mer naturligt val då Stavanger en gång i tiden har haft stora ekskogar, vilket även reflekteras i namnet Eiganes.
Denna diskussion ledde till att man i en period från mitten av 1800-talet till början av 1900-talet använde sig av en ekstubbe med en växande gren som stadsvapen. Denna tolkning av stadsvapnet kan man bland annat hitta i logon till Viking FK och en skylt över ingångsdörren till Valbergtornet.

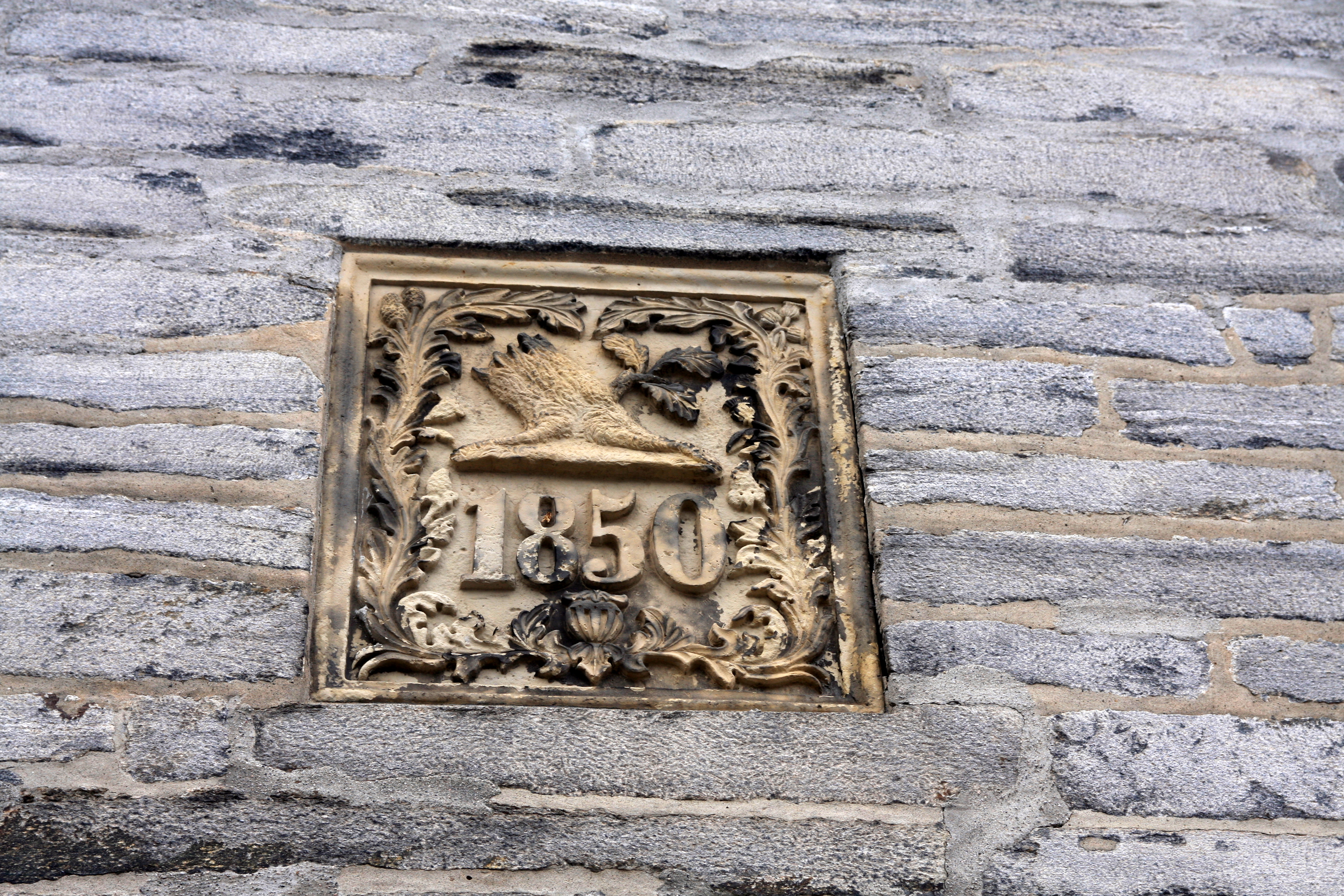
Stadsvapnet med en ekstubbe över ingångsdörren till Valbergtornet

Hallvard Trætteberg fick i uppdrag att utforma det officiella stadsvapnet för Stavanger, ett arbete som pågick från slutet av 1920-talet till ett godkännande år 1939. Av dem som i stadshuset kämpade för ett behållande av det gamla stadsvapnet fanns Anders Bærheim. Trætteberg fick till slut ett bundet mandat, då det bestämdes att motivet skulle vara vinstocken i Stavangers gamla sigill ifrån år 1591. Sigillet målade i streck och utan färger så att det skulle kunna fungera som en modell för en stämpel. Vapnet fick färgerna gult och blått efter de gamla heraldiska reglerna om att det helst endast skulle vara en metall, antingen guld eller silver samt en färg i vapnet. Vid en kunglig resolution den 11 augusti 1939 fastställdes stadsvapnet.

### Kulturliv

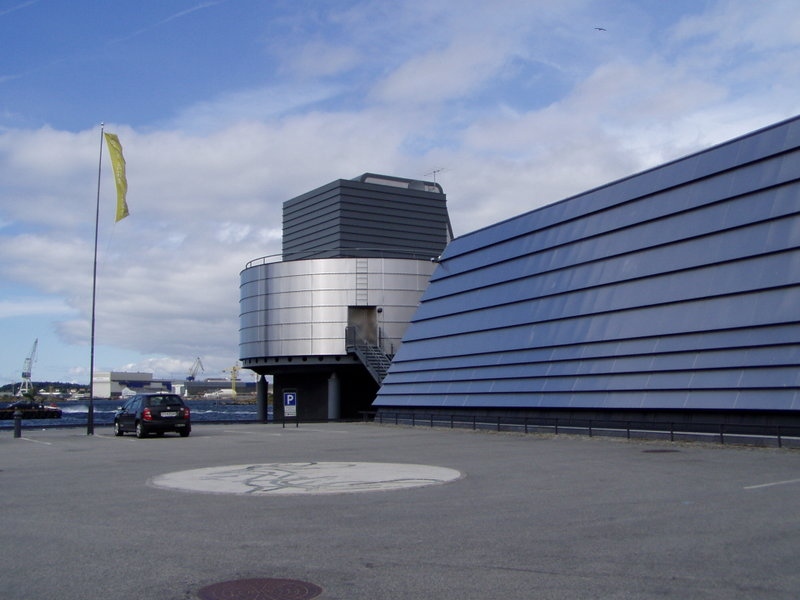
Norsk Oljemuseum

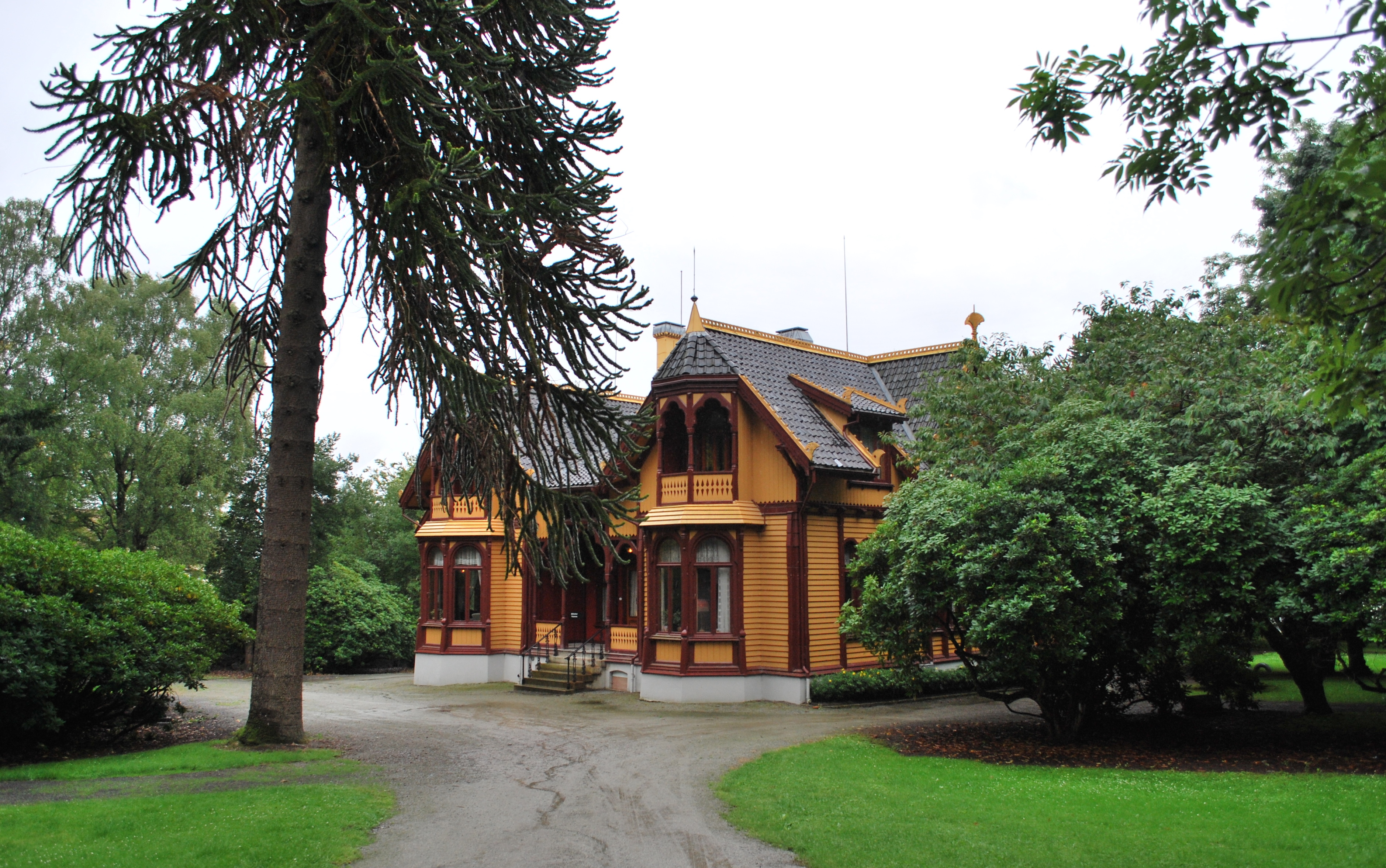
Breidablikk museum

Stavanger var tillsammans med Rogaland, Sandnes och Liverpool Europas kulturhuvudstad år 2008. 
Under årets lopp arrangeras ett antal engagemang på Stavanger konserthus och Rogaland teater, och det planeras att bygga ytterligare ett konserthus för att täcka den ökande efterfrågan i området.
Broken Column är ett skulpturprojekt med 23 statyer utplacerade på olika platser i Stavanger. Dessa statyer är placerade så att de bildar en pelare efter att placerats efter varandra i höjd över havet. Alla statyer är vända i samma riktning ut mot havet. Dessa statyer är konstruerade i en mörk bronsfärg, och är formade som män med hala kurvor. Konstnären Antony Gormley är upphovsmannen bakom utställningen, och skulpturerna är en avgjutning av hans kropp.
Folken är ett studenthus och konsertlokal i Stavanger. Det ursprungliga namnet på huset är folkteatern, och öppnades som studenthus år 1988, och drives av stiftelsen Studentersamfunnet Folken. Här pågår det diverse aktiviteter såsom konserter, revy, filmklubb, konstutställningar och debatter. Arbetet på Folken är ideellt och utförs av frivilliga.

### Museer i Stavanger
Staden har flera museer och samlingar, vilka är såväl lokala som nationella. Stadens mest besökta museum är Norsk Oljemuseum, som i tioårs tid, ifrån år 1998 till 2008  har haft besöksrekord. Under denna period besökte nästan 95 000 personer museet  och är det enda petroleummuseet i Europa.
Stadens äldsta museum är Misjonsmuseet som etablerades år 1864. Museet finns i undervåningen av fakultetsbygget på Misjonshøgskolen. I dess samling finnes det 5 000 föremål av etnografiskt och missionshistoriskt intresse ifrån olika missionsuppdrag.
Stavanger museum grundades år 1877 och är därmed ett av landets äldsta museer. Stavanger Museum är en institution som omfattar flera historiska byggnader och samlingar. Stavanger Museum består av totalt åtta anläggningar: Stavanger Museum Muségata 16, Stavanger Sjøfartsmuseum, Norsk Hermetikkmuseum, Ledaal, Breidablikk museum, Den kombinerede Indretning, Norsk Grafisk Museum och Norsk Barnemuseum. I huvudmuseet finnes det nu en kulturhistorisk avdelning, en zoologisk samling och ett bibliotek.
Arkeologisk museum i Stavanger är det största museet i Stavanger, om man räknar efter antalet anställda. AmS är ett statligt museum med ansvar för fornminnen i Rogaland.
Rogaland Kunstmuseum ligger vid Mosvannet och har bland annat Norges största samling av konstnärens Lars Hertervigs verk. Museet har konstverk av bland annat de norska konstnärerna Edvard Munch, Christian Krohg, Eilif Peterssen och Harriet Backer. Konstnärer ifrån Rogaland är representerade av framförallt Kitty Kielland, Nicolai Ulfsten, Carl Sundt-Hansen, Olaf Lange och Aage Storstein.

### Författare och böcker

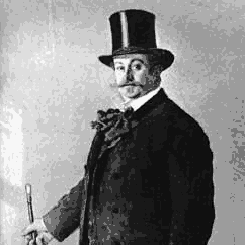
Alexander Kielland

Stavanger har varit centrum i många litterära verk och flera kända författare kommer ifrån staden. Den största och den mest kände av dem alla är Alexander Kielland. Tillsammans med Henrik Ibsen, Bjørnstjerne Bjørnson och Jonas Lie marknadsförde han sitt förlag som en av de De fire store inom norsk litteratur. Större delen av hans litterära arbete gavs ut under slutet av 1800-talet och handlingen utspelar sig ofta i Stavanger, bland annat Gift, Garman & Worse, Skipper Worse och Jacob. Kielland kom i dessa verk med kraftig kritik av småstadens hyckleri, borgerskapets utnyttjande av arbetarklassen, det pluggdominerade skolsystemet och kyrkan. Han var ofta sarkastisk i sina böcker. Hans son, Jens Zetlitz Kielland skrev också om sina barndomsår vid Breiavatnet.
Sigbjørn Obstfelder är en av de främsta nyromantiska diktare i Norge. En del av dikterna i hans samling, bland annat Jeg ser är präglat av ett funderande, rädsla och en främmandekänsla , medan andra av hans verk präglas av mystik och erotisk/religiös längtan. Många av dikterna är melodiska, då han hade ett passionerat förhållande till musik. Henrik Steffens föddes i Stavanger men räknas idag som en tysk filosof, vetenskapsman och diktare.
Ifall Stavanger skulle ha haft en officiell stadsförfattare hade det med stor sannolikhet varit Andreas Jacobsen, även känd som Ajax. Han skrev flera berättelser om Stavanger, bland annat i Johanna, Broremann og frk. Sørensen, Far og mor te an Marton, och Gudlabadnet te na mor. Han skrev också flera sånger såsom Sjynt å kjøra buss. Hans böcker använder sig av kraftig Siddisdialekt, med Fru Grødaland e me å Vinne Krigen som ett exempel.

### Film
Filmmiljön i Stavanger har under de senaste åren markerad sig nationellt, och begrepp som stavangervågen och filmstaden Stavanger har uppstått. Filmforum Sørvest etablerades år 1992 och är en intresseorganisation för filmarbetare i Rogaland. Målsättningen är att öka kompetensen bland filmarbetarna i regionen och stimulera till ökad filmproduktion. Filmforum Sørvest har mottagit verksamhetsstöd från Stavangers kommun sedan år 1995, och från fylket sedan 1997. Dessutom har de mottagit tillskott till filmworkshop från fylket och ett tillskott till andra branschutvecklande aktiviteter från Stavangers kommun.
Stavangers kommun har sedan 1997 givit pengar för stöd till lokal filmproduktion. Målsättningen har varit att stimulera den lokala filmmiljön till tillväxt och utveckling, samt att bidra till att lokala filmskapare kan få sina filmprojekt initierat så att de kan ansöka om produktionsstöd från andra offentliga instanser. Dessutom ger man också stöd till redan färdigställda projekt, primärt för att bidra till visning på biograf. 
Spelfilmen Mongoland producerades utanför den traditionella infrastrukturen för en norsk spelfilm. Etablering av produktionsbolaget Sydvest Film och Filmkraft Rogaland skall säkra långsiktiga fondavsättningen till filmproduktioner. Arild Østin Ommundsen debuterade som regissör med spelfilmen Mongoland år 2000, och har sedan dess regisserat och skrivit manuset till Hjemsøkt (2003) och Monstertorsdag (2005). Ommundsen var med och startade den nya stavangervågen som kom efter att Mongoland hade haft premiär. År 1999 vann också Ommundsen Gullstolen i kortfilmsfestivalen i Grimstad med filmen Før solen står opp.
Fem spelfilmer kan definieras som «stavangerfilmer»: Mongoland» från 2000, Alt for Egil (2004), Monstertorsdag (2004), Mannen som elsket Yngve (2008) och Jernanger (2009). Hösten 2009 hade spelfilmen Rottenetter debut på bio. 
Tore Renbergs bok Mannen som elsket Yngve spelades in som film och hade biopremiär 15 februari 2008. Filmen sågs av över 30 000 besökare under premiärhelgen. I juni 2008 var sågs den av totalt 171 435 besökare på norska biografer. Filmskaparen Stian Kristiansen fick i 2008 Stavanger kommuns manusstipendium
Den 30 september 2010 hade filmen Nokas premiär i Stavanger.

### Festivaler
Det arrangeras årligen flera festivaler i Stavanger. De mer kända festivalerna är Gladmatfestivalen, Den store Norske Humorfestivalen, Kammermusikkfestivalen i Stavanger, MaiJazz, Stavanger Pride och  Xplosif Hiphop-festival.

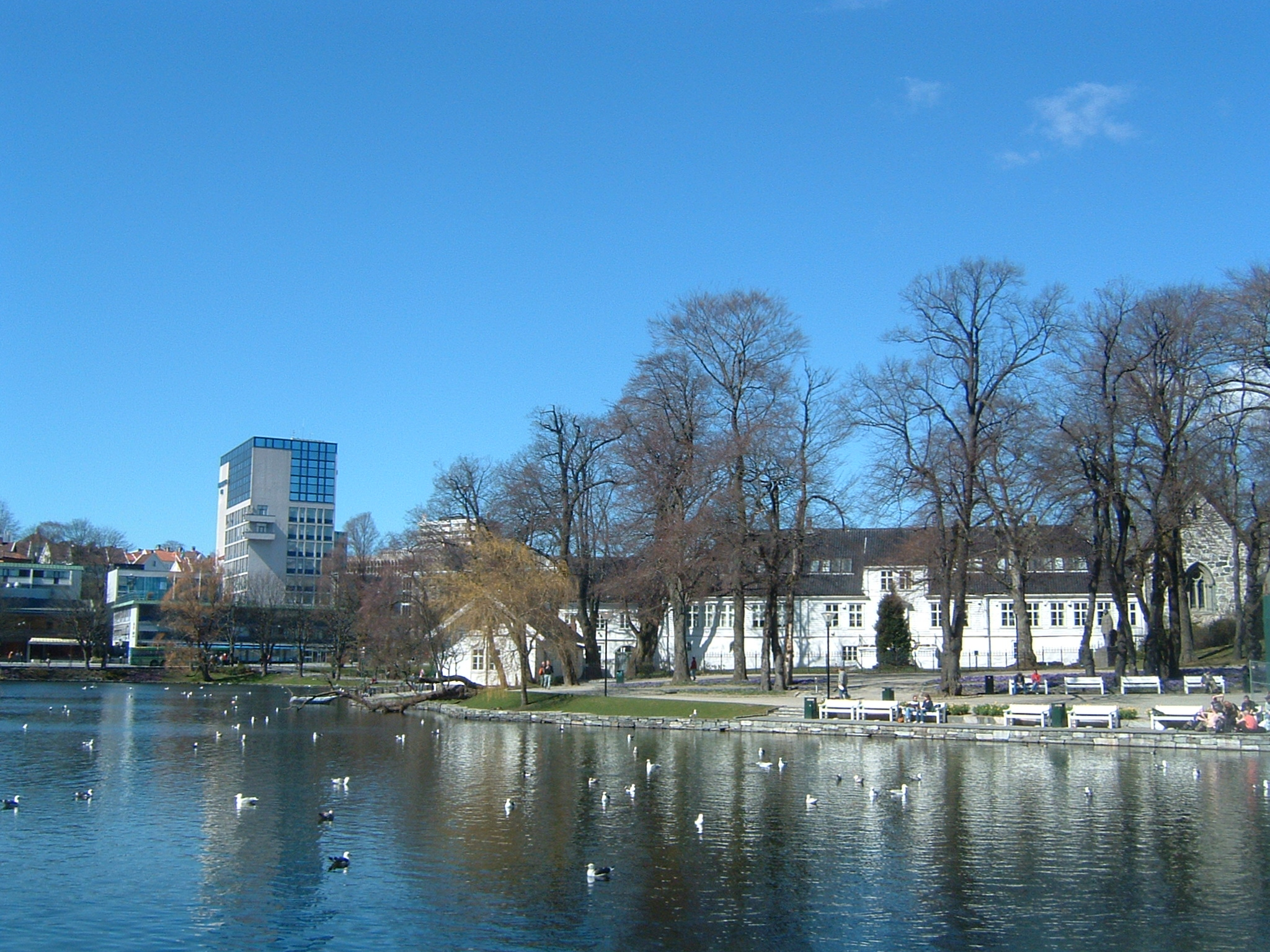
Byparken i Stavanger, plats för flera festivaler.

### Tusenårssted
Kommunens tusenårssted är Torget, Blå Promenade och Byparken. Kommunen har som mål att området skall fungera som ett område som ska skänka gemenskap och identifiera stadens egenart och identitet. 
I samband med utnämningen av tusenårsplatserna genomfördes det arkeologiska utgrävningar för att förbättra kunskaperna om Stavanger under medeltiden.

### Medier

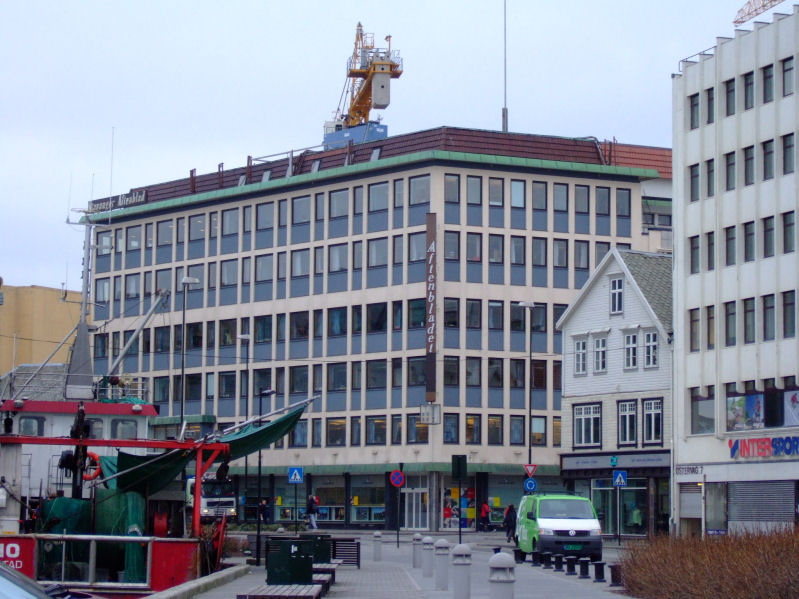
Stavanger Aftenblads gamla huvudkontor.

Stavanger är fylkets mediecentrum. Staden domineras av fyra medieverksamheter där det störa är det börsnoterade mediekoncernen Stavanger Aftenblad som ger ut tidningen Aftenbladet. Dessutom har man Rogalands Avis, TV Vest och NRK Rogaland som sänder radio och TV ifrån Ullandhaug. 

#### Tidningar
Stadens största dagstidning är Stavanger Aftenblad som gavs ut för första gången år 1893. Konkurrenten Rogalands Avis gavs ut första gången 1899 med namnet 1ste Mai, och har givits ut som dagstidningen sedan 1906. År 1987 gavs ytterligare en ny dagstidning ut med namnet Vestkysten, men lades ner efter endast två månader efter samlade förluster på 27 miljoner kronor. 
Den första tidningen som kom ut i Stavanger var Stavangerske Adressecontoirs Efterretninger, en handskriven veckotidning som gavs ut år 1769 och 1770. Det var ingen vanlig nyhetstidning, men en så kallad adresseavis med ett särskilt privilegium att ge ut meddelande, korta artiklar och annonser. Den första tryckta tidningen i Stavanger var Stavanger Adresseavis som kom ut med den första utgåvan fredag 4 oktober 1833.  Andra tidningar som tidigare givits ut i staden är Stavanger Avis som gavs ut mellan åren 1888 och 1911, men var också ett namn på en tidning som gavs under den tyska ockupationen av Norge. 

#### TV och radio

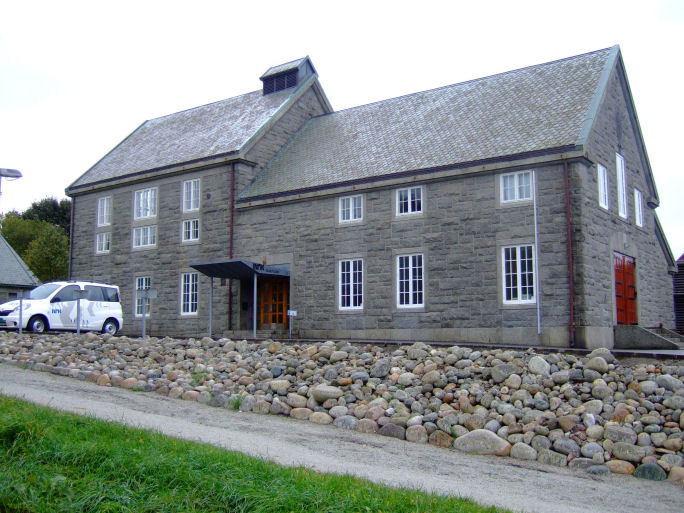
NRK Rogaland

Stavanger har en TV-station, TV Vest som sänder lokala nyheter och reportage. 
Viking TV är fotbollslaget Vikings FKs egen TV-kanal. TV-kanalen startades 2 mars 2008, och distribueras via bredband, och når ut till 120 000 tittare i 45 000 hushåll. Dessutom sänder NRK Rogaland lokala nyhetssändningar på radio och TV.

## Sport
Stavanger har idag nationella toppklubbar inom flera idrottsgrenar, bland annat fotboll (Viking FK),  ishockey (Stavanger Oilers) och handboll (Viking HK). Stavanger Basketballklubb spelar i division 1 för såväl herrar som damer, och Stavanger IF spelar i 2. divisjon i fotboll för herrar sedan 2010 då de åkte ner från Adeccoligaen år 2009. 
År 2009 arrangerades VM i beachvolleyboll i Stavanger. 
Dessutom har kommunen ett antal idrottsföreningar som sysslar med flera sporter, t.ex. Idrettslaget Brodd, Madla Idrettslag och Stavanger Turnforening, som är kommunens största idrottsförening.

### Idrottsanläggningar i Stavanger
| Nann                  | Typ av anläggning                                   | Hemmaplan                       |
| --------------------- | --------------------------------------------------- | ------------------------------- |
| Forus Travbane        | Travbana                                            |                                 |
| DNB Arena             | Inomhusishall                                       | Stavanger Oilers                |
| Stavanger Idrettshall | Idrottshall                                         | Viking Håndball                 |
| Stavanger Turnhall    | Sport/idrottshall                                   | Stavanger Turnforening          |
| Stavanger stadion     | Friidrottsanläggning / Arena för amerikansk fotboll | AFC - Show (Amerikansk fotboll) |
| Stavanger Svømmehall  | Simhall                                             | Stavanger Stupe Club            |
| Sørmarka Arena        | används till flera ändamål                          |                                 |
| Viking Stadion        | Fotbollsstadion                                     | Viking Fotballklubb             |

### Vänskapsstäder
Stavanger har ett samarbete med nordiska, afrikanska, asiatiska och amerikanska städer eller kommuner. 
| - Skottland Aberdeen - Madagaskar Antsirabe - Danmark Esbjerg - Sverige Eskilstuna - Nicaragua Estelí - Island Fjarðabyggð - USA Galveston - USA Houston |  | - England Harlow - Finland Jyväskylä - Brasilien Macaé - Eritrea Massawa - Palestina Nablus - Israel Netanya - Frankrike Toulouse |